# 平等院
平等院（びょうどういん）は、京都府宇治市宇治蓮華にある単立の寺院。山号は朝日山。本尊は阿弥陀如来。開基は藤原頼通、開山は明尊。

## 概説
宗派は17世紀以来天台宗と浄土宗を兼ね、現在は特定の宗派に属しておらず、塔頭である本山修験宗聖護院末寺の最勝院と浄土宗の浄土院が年交代制で共同管理している。
鳳凰堂（国宝）で世界に広く知られている。平安時代後期にあたる11世紀以来保持されてきた数々の建造物を中心とする寺宝と文化財は、往時の思想・文化を今に伝える。平等院と周辺地域は琵琶湖国定公園指定区域の一つである「宇治川沿岸地区」の中核をなす。1994年（平成6年）に登録されたユネスコ世界遺産「古都京都の文化財」の構成物件の一つでもある。

## 歴史

### 創建
京都南郊の宇治の地は、『源氏物語』の「宇治十帖」の舞台であり、平安時代初期から貴族の別荘が営まれていた。現在の平等院の地は、9世紀末頃、光源氏のモデルともいわれる嵯峨源氏の左大臣源融が営んだ別荘だったものが陽成天皇、次いで宇多天皇に渡り、朱雀天皇の離宮「宇治院」となり、それが宇多天皇の孫である源重信を経て長徳4年（998年）、摂政藤原道長の別荘「宇治殿」となったものである。
道長は万寿4年（1027年）に没するが、その子である関白藤原頼通は永承7年（1052年）になり、末法の世が到来したこともあって、宇治殿を寺院に改めようと考えた。そして、その開山（初代執印）は小野道風の孫にあたり、天台宗寺門派（現・天台寺門宗）で、園城寺長吏を務めて京都岡崎（現・京都市左京区岡崎）の平等院の住持となっていた明尊大僧正とした。その際、頼通は新たな寺院の名称として「平等院」の名を欲したので、明尊は岡崎の平等院の名称を譲っている。これによって、岡崎の平等院は新たに円満院と改名した。円満院は後に江戸時代に入ってから現在地である滋賀県大津市にある園城寺の東に移転している。
こうして、宇治の平等院は園城寺の末寺として創建された。その際、境内の西にあった縣神社を鎮守社としている。本堂（金堂）は、元は宇治殿の寝殿でそれを仏堂に改造したものである。現在観音堂が建っている場所にあり、大日如来像を本尊とした。翌天喜元年（1053年）には、西方極楽浄土をこの世に出現させたかのような阿弥陀堂（現・鳳凰堂）が建立されている。延久6年（1074年）、頼通は当院で亡くなっている。

### 鳳凰堂建立の思想的・信仰的背景
『観無量寿経』の一節に「若欲至心生西方者、先当観於一丈六像在池水上」（若し至心に西方に生まれんと欲する者は、先ず当に一の丈六の像池水の上に在すを観るべし）とある。鳳凰堂とその周囲の浄土式庭園は、『観無量寿経』の所説に基づき、西方極楽浄土とその教主である阿弥陀如来を観想（特定の対象に心を集中させること）するために造られたとするのが定説である。
飛鳥時代・奈良時代・平安時代前期に広まった仏教は、現世での救済を求めるものであった。平等院が創建された平安時代後期になると、日本では末法思想が広く信じられていた。末法思想とは、釈尊の入滅から2000年目以降は仏法が廃れるという思想である。しかし、天災・人災が続いた為、人々の不安は一層深まり、終末論的思想として捉えられるようになり、この不安から逃れるための厭世的思想として捉えられるようになる。仏教も現世での救済から来世での救済に変わっていった。平等院が創建された永承7年（1052年）は、当時の思想ではまさに「末法」の元年に当たっており、当時の貴族は極楽往生を願い、西方極楽浄土の教主とされる阿弥陀如来を本尊とする仏堂を盛んに造営した。
鳳凰堂とその堂内の阿弥陀仏、壁扉画や供養菩薩像、周囲の庭園などは『観無量寿経』の所説に基づき、西方極楽浄土を観想するため、現世の極楽浄土として造られたことは間違いない。しかしながら、そうした浄土教、末法思想という観点のみから平等院や鳳凰堂を見ることは一面的な理解であるということが、複数の研究者により指摘されている。平等院の境内が現在のような景観になったのは、南北朝時代の争乱以降、鳳凰堂（阿弥陀堂）のみが焼け残ったことによるものである。鳳凰堂が主要な堂宇であることは間違いないが、平安時代の平等院では、本堂には密教の主尊である大日如来が安置され、他にも不動堂、五大堂、愛染堂、多宝塔など、密教系の仏像を安置する堂塔が建ち並んでいた。鳳凰堂の阿弥陀像の印相は定印（膝上で両手を組む）であるが、これは密教の両界曼荼羅の阿弥陀如来の結ぶ印である。阿弥陀像の普段見えない像内は弁柄で朱色に塗られている。これは、両界曼荼羅の金剛界五仏に五色を配当する際、西方阿弥陀を紅玻璃色、つまり赤色とすることに対応する。阿弥陀像の像内には阿弥陀の大呪・小呪を書いた月輪、つまり円板が納入されていたが、これはこの阿弥陀像が密教の修法である阿弥陀法の本尊像でもあることを意味している。以上のことを踏まえ、建築史家・冨島義幸は、鳳凰堂の阿弥陀像には密教の阿弥陀如来としての一面があり、鳳凰堂全体が阿弥陀曼荼羅を表しているとする。なお、阿弥陀如来像の光背の最上部にある化仏は大日如来像である。
平安時代後期の京都では、平等院以外にも皇族・貴族による大規模寺院の建設が相次いでいた。藤原道長は寛仁4年（1020年）、無量寿院（後の法成寺）を建立し、また、11世紀後半から12世紀にかけては白河天皇勅願の六勝寺（法勝寺を筆頭に、尊勝寺、最勝寺、円勝寺、成勝寺、延勝寺）が今の京都市左京区岡崎あたりに相次いで建立された。しかし、これらの大伽藍は現存せず、平安時代の貴族が建立した寺院が建物・仏像・壁画・庭園まで含めて残存するという点で、平等院は唯一の史跡である。しかし、その平等院も昔からのもので残っているのは鳳凰堂のみとなってしまっている。

### 平等院領
平等院には創建当初から藤原頼通によって寺領が施入されていたが、実質的には平等院の主である頼通の管理下にあった。治暦3年（1067年）10月、頼通は後冷泉天皇が平等院に対して封戸300戸を施入したのを機に、平等院の荘園に不輸の権を認めて欲しいと願い出て、その要望を認めて平等院領9か所に不輸の権を与える太政官符を得て、官使の検分のもと四至牓示を行われ、立券荘号が行われた。翌年3月、後冷泉天皇が病に倒れると、頼通は3月28日には先の9か所の平等院領荘園に対する不入の権の適用を求める申請を行った。頼通は翌29日に改めて9か所の不輸の権・不入の権を認める太政官牒の発給を受けた。そして、4月19日に後冷泉天皇が崩御し、頼通とは疎遠であった後三条天皇が即位して延久元年（1069年）には有名な延久の荘園整理令を出した。摂関家の荘園も整理令の対象とされたが、頼通が先帝・後冷泉天皇の崩御の直前に駆け込みで得た平等院領の太政官符・太政官牒が荘園の公験として有効とされて整理を免れた（延久の荘園整理令は有効な太政官符・太政官牒を持たない荘園を整理対象としていた）。
その9か所の全てについては明らかではないが、山城国紀伊郡芹川荘、摂津国住吉郡杭全荘、同国島下郡平田荘、河内国河内郡玉櫛荘、近江国高島郡子田上荘、同郡河上荘の6か所を含んでいることが知られている。頼通の没後、平等院領は殿下渡領と並んで藤氏長者の支配する所領の中核として位置づけられ、代々の摂関が継承してきた。鎌倉時代後期の嘉元3年（1305年）に作成された『摂籙家渡荘目録』（「九条家文書」）によれば、平等院領は12か国に18か所あったという。

### 中世
頼通の晩年、摂関の地位を巡って弟の藤原教通と衝突し、曾孫の藤原忠実の時代にも叔父の藤原家忠との衝突や御堂流から閑院流への摂関家交代の動き（未遂）が起こるなど、道長－頼通の嫡流とされた御堂流摂関家の立場は不安定であった。その中で忠実は嘉承元年（1106年）に御堂流摂関家の正統性を誇示する儀式として、「宇治入り」を実施した。これは藤氏長者（摂関）就任から1 - 2年以内に平等院を参詣して就任の報告・御礼をするとともに、平等院の経蔵（現在は廃絶）に安置されていた仏舎利や空海請来とされる愛染明王、その他歴代当主が納めた宝物などの所在を確認するもので、その後藤氏長者（摂関）の就任儀礼の1つとして鎌倉時代まで行われていたことが知られている。
治承4年（1180年）5月に起こった以仁王の挙兵の際には以仁王側の源頼政が「橋合戦」で敗れ、当院の「扇の芝」で自害している。寿永3年（1184年）1月にはすぐそばで宇治川の戦いが行われている。承久3年（1221年）に起きた承久の乱の際には、当院は鎌倉幕府軍の大将である北条泰時、北条時房の本陣が置かれ、付近で合戦が行われている。
平等院は創建以来園城寺の末寺で藤原氏ゆかりの寺院として栄華を誇っていたが、南北朝時代の建武3年（1336年）1月の戦い（建武の乱の一つ）で足利尊氏と楠木正成の合戦に巻き込まれ、鳳凰堂（阿弥陀堂）以外ほとんど焼失してしまった。
室町時代になると、園城寺の院家である円満院院主が平等院の住職を兼ねるようになった。しかし、平等院は次第に荒廃していった。文明17年（1485年）には山城国一揆が発生し、南山城の国人衆や農民らが当院に入って評定を行っている。
戦国時代の明応年間（1492年 - 1501年）には浄土宗の栄久が廃れていた平等院を修復するために、塔頭・浄土院を創建している。天正10年（1582年）には円満院院主による平等院住職兼務は終わりを迎え、江戸時代の慶長15年（1610年）には、ついに園城寺は平等院を放棄するに至っている。

### 近代

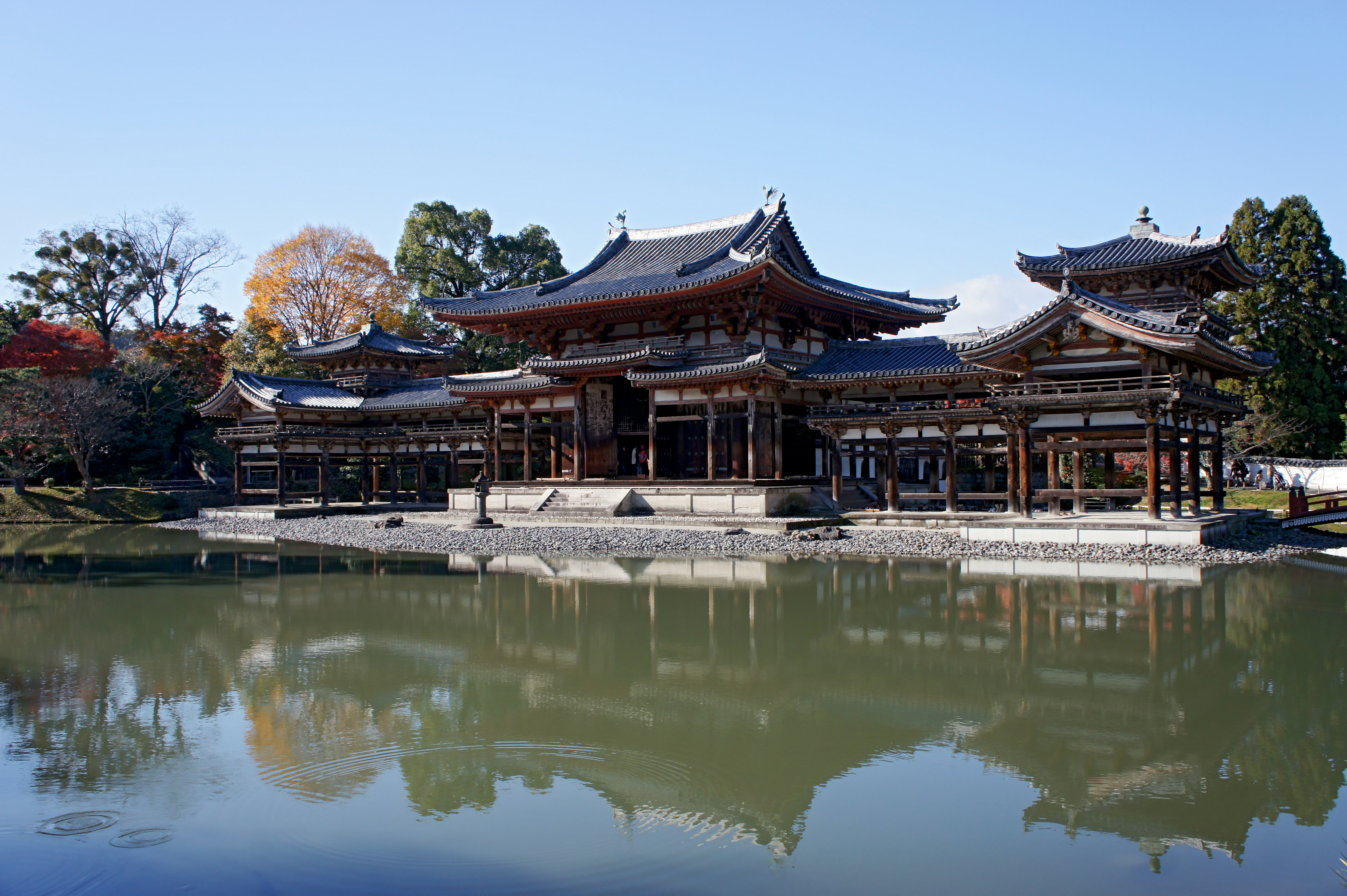
修復以前の鳳凰堂（2010年）

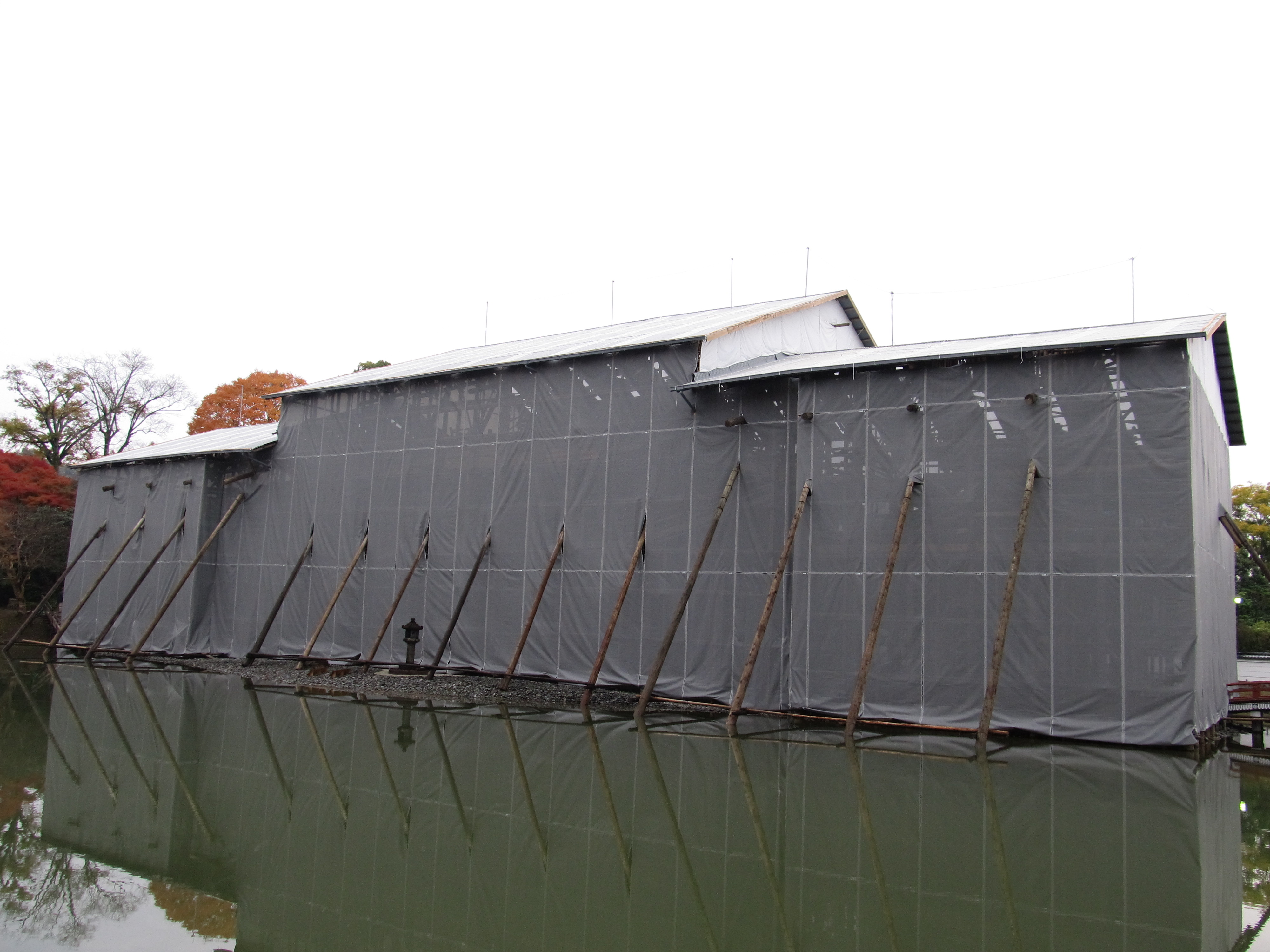
修理のため仮設素屋根に覆われている鳳凰堂（2012年11月）

以降は浄土院が平等院を管轄していたが、承応3年（1654年）には京都東洞院六角勝仙院（住心院）の天台宗寺門派の僧が塔頭・最勝院を創建し、寛文元年（1662年）からは円満院末寺最勝院住持が平等院の住持を兼ねるようになった。このことによって浄土院と最勝院は揉めることになったが、天和元年（1681年）、江戸幕府の寺社奉行の裁定によって浄土宗・天台宗寺門派の共同管理と決まった。
江戸時代の末期には荒廃が進み、明治時代になると神仏分離が行われ、鎮守社の縣神社が独立している。
1902年（明治35年）から1907年（明治40年）に掛けて大規模な「明治修理」が行われている。
現在の平等院は、天台宗寺門派から独立した天台宗系の本山修験宗聖護院末寺の最勝院と浄土宗寺院の浄土院が年交代制で共同管理している。これら2寺は共に鳳凰堂の西側にある。宗教法人平等院の設立は1953年（昭和28年）である。
1990年代以降、庭園の発掘調査・復元、鳳凰堂堂内装飾のコンピュータグラフィックスによる再現などが行われている。2001年（平成13年）にはそれまでの「宝物館」に代わり、「平等院ミュージアム鳳翔館」がオープンした。建築家栗生明は、鳳翔館（『新建築』2001年（平成13年）9月号）の設計で、日本芸術院賞を受賞している。
1996年（平成8年）から1997年（平成9年）にかけて、鳳凰堂の右後方に15階建てのマンション2棟が建ち、見る方向によっては鳳凰堂の背景になってしまっている。創建当初からの風致が大きく損なわれ、これが景観法施行前の2002年（平成14年）に宇治市都市景観条例が制定されるきっかけとなった。当面の対策として平等院境内に楠が植樹された。この木が高さ10メートルまで成長すると、鳳凰堂背景の景観を阻害しているマンションを完全に隠すことができるので、期待されている。
1999年（平成11年）、境内の阿字池発掘調査を行った際、江戸時代に当たる約200年前の地層から蓮の種が出土。その後、平等院内で栽培を行い発芽に成功し、阿弥陀如来坐の仏後壁のモチーフの品種と推測され、「平等院蓮」として育てられている。
2012年（平成24年）9月3日から2014年（平成26年）3月31日まで屋根の葺き替え・柱などの塗り直し修理が行われた。この間、鳳凰堂内部の観覧は出来なくなっていた。2014年（平成26年）10月1日、落成式が行われ修理工事が完了した。
2018年（平成30年）毎年秋に実施される夜間特別拝観で、世界初・金色光のLED投光器による投射を採用し、LED投光器によって、わずかな光で遠くまで金色に投射することが可能になった。金色LED小型投光器は、堂内中央の本堂・阿弥陀如来坐像（国宝）に使用されている。

## 鳳凰堂

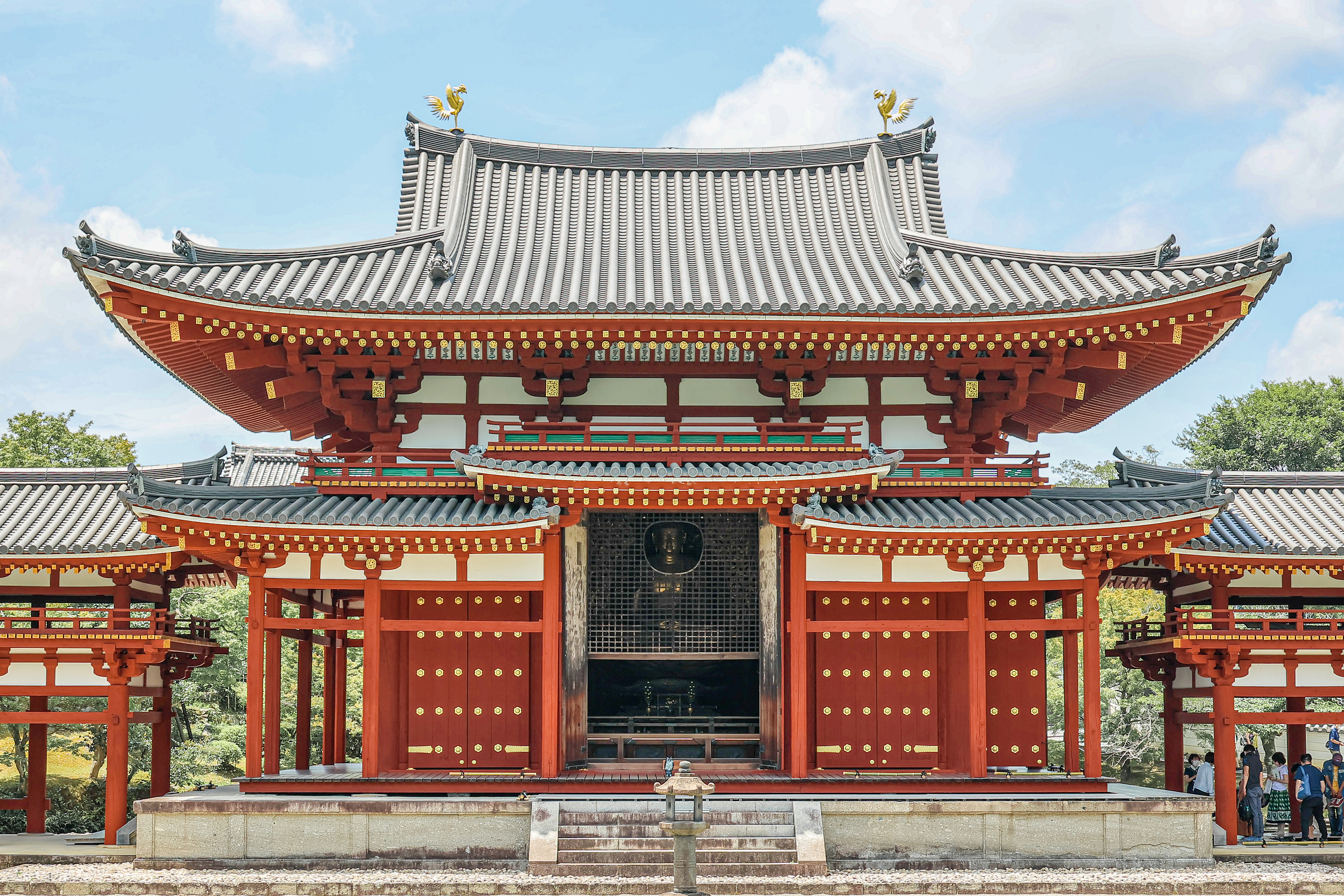
鳳凰堂中堂

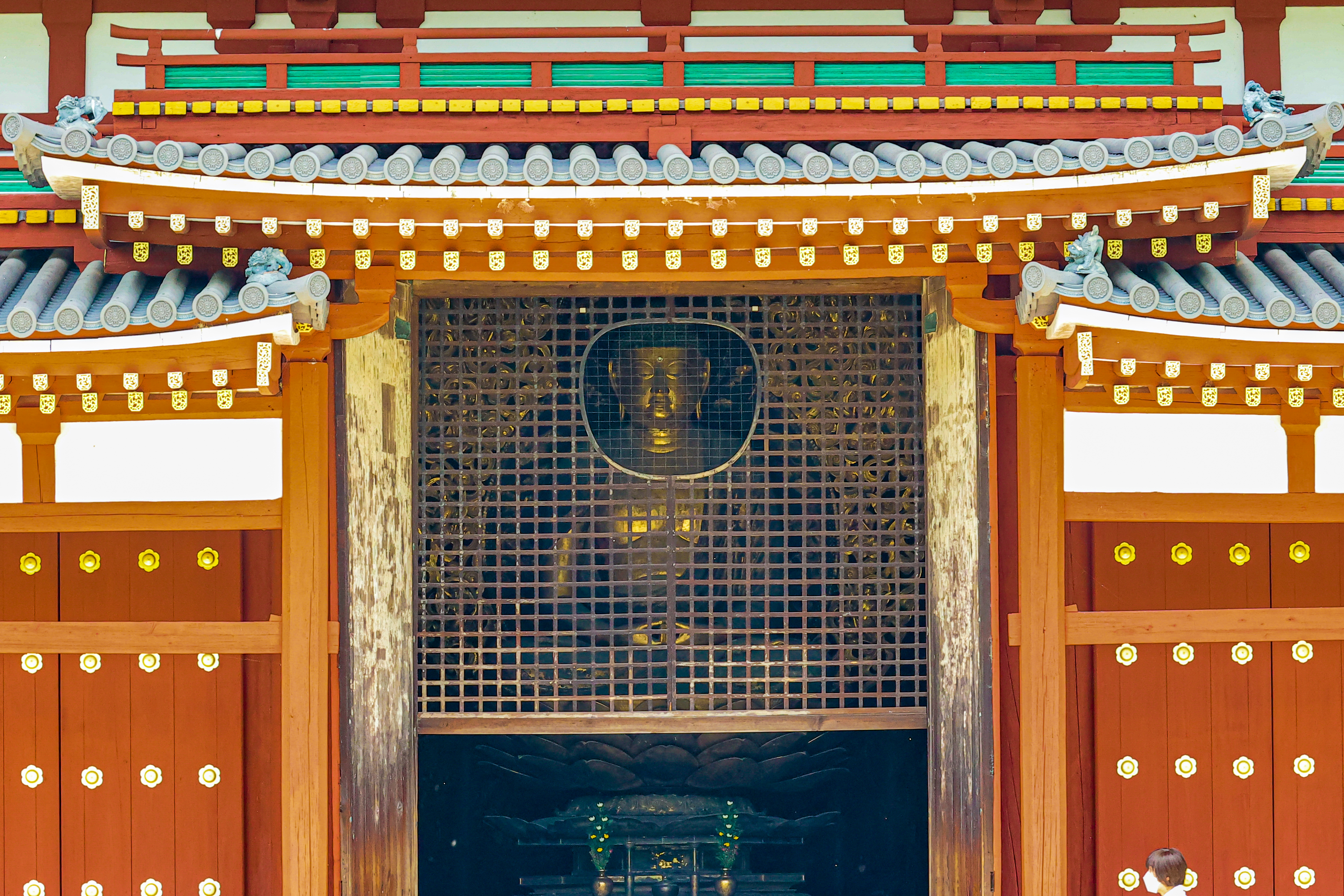
中堂正面・格子部に阿弥陀如来が見える。

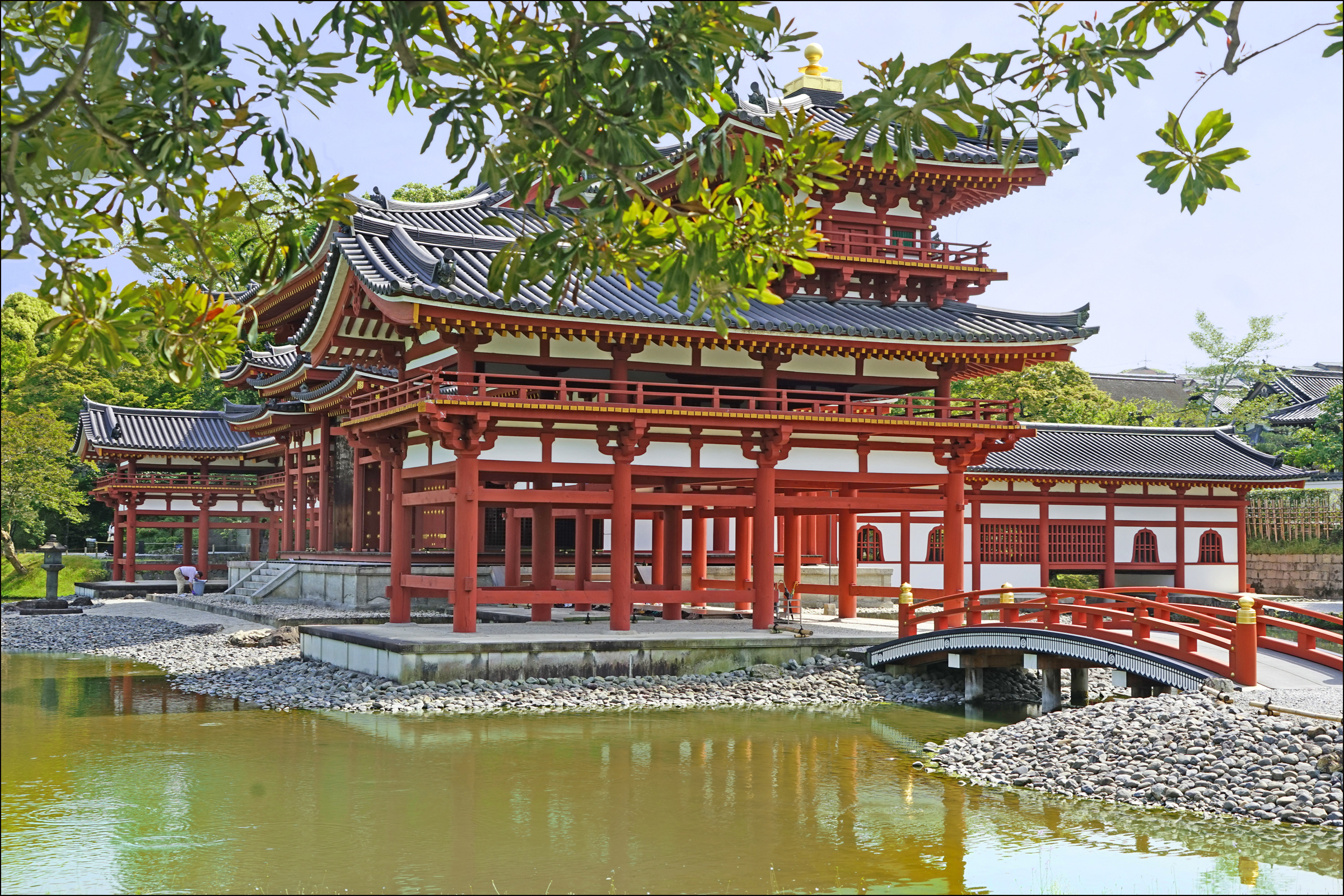
北翼廊

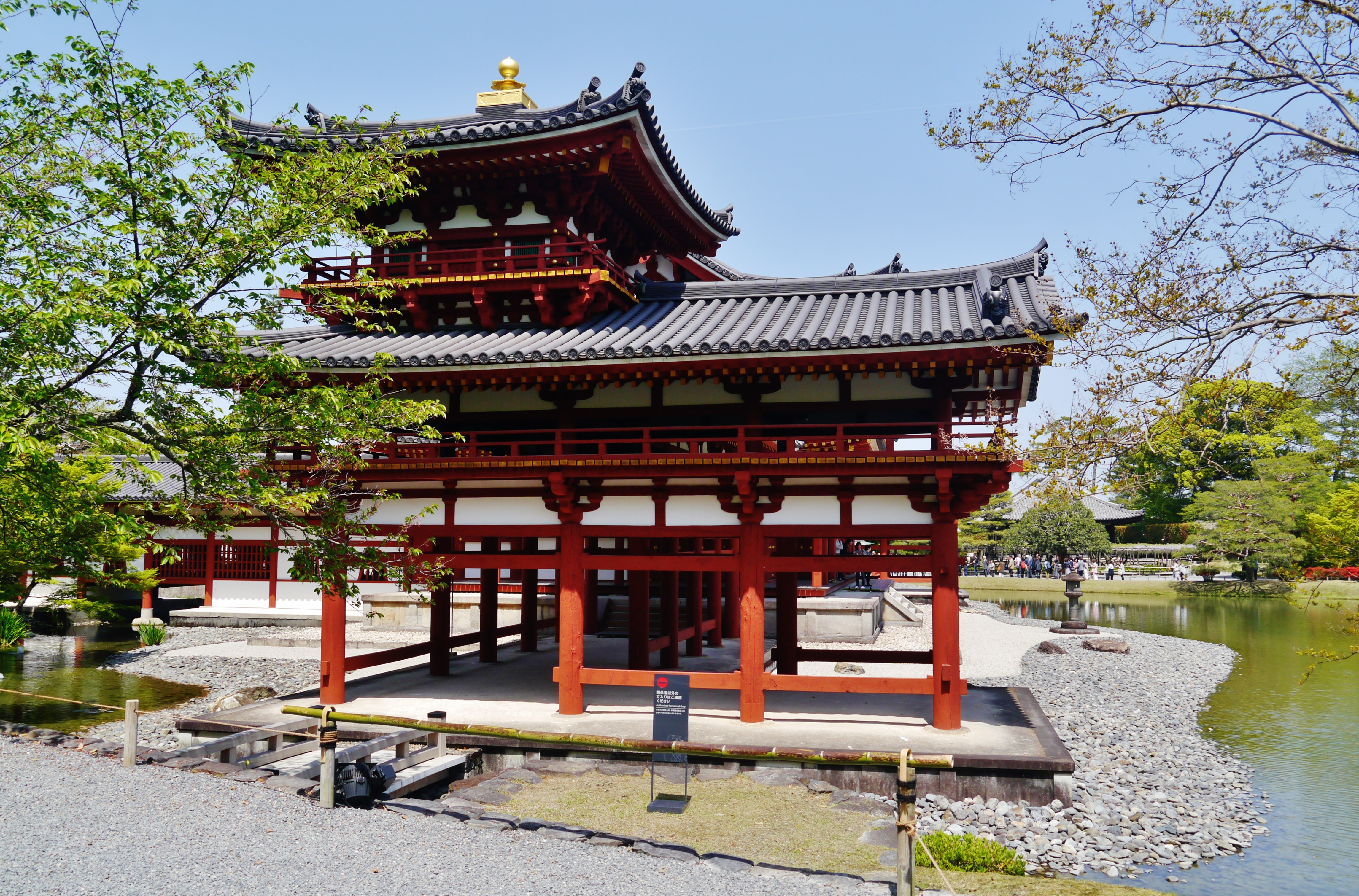
南翼廊

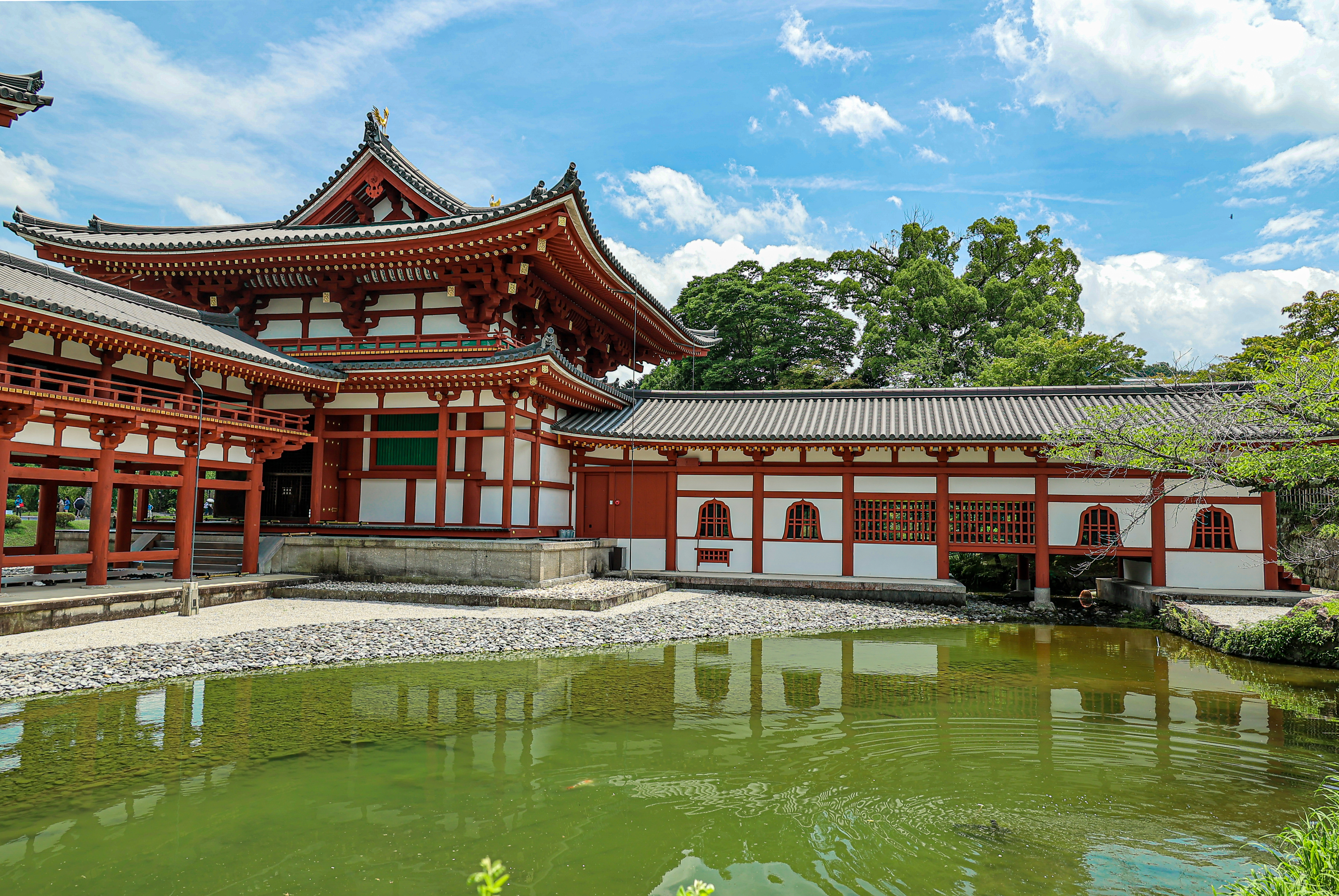
中堂と尾廊

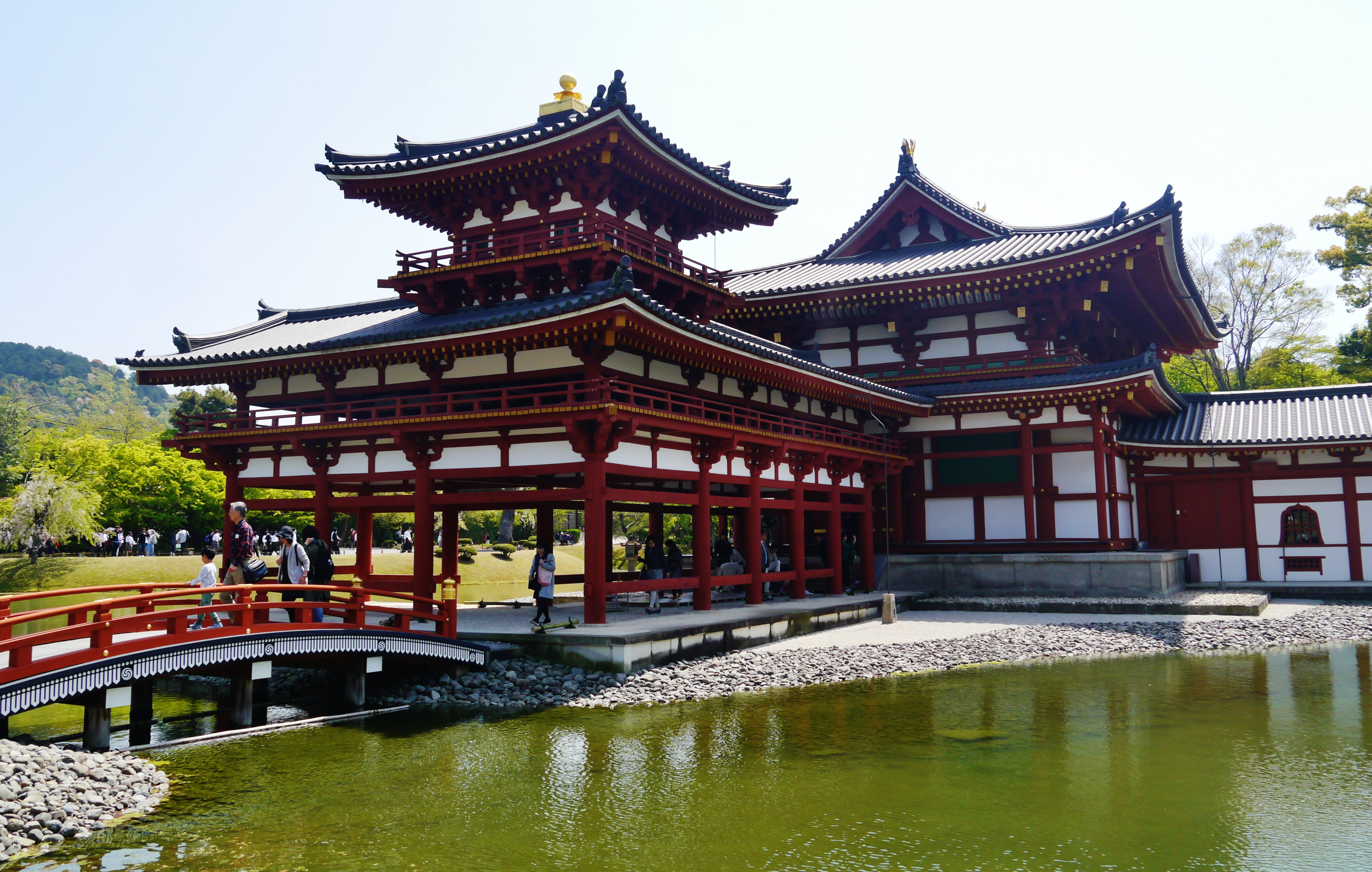
（左から）北翼廊、中堂、尾廊。庭園の洲浜と反橋が復元されている。

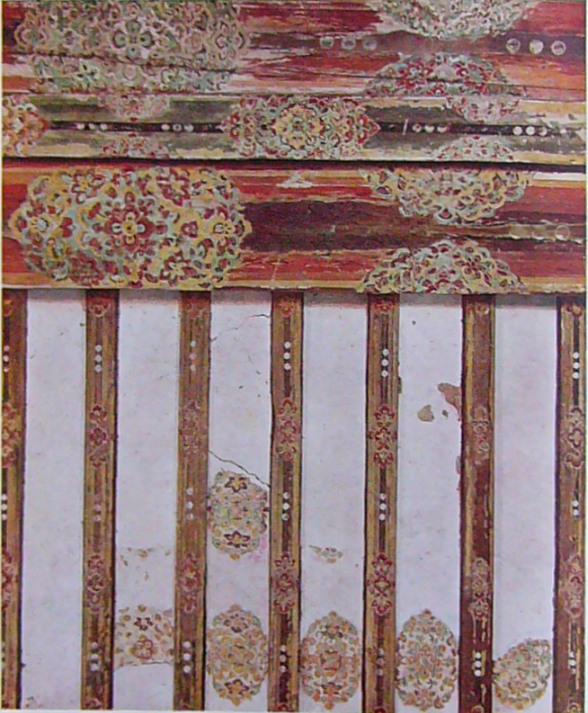
堂内の彩色（内法長押、無目、支輪）

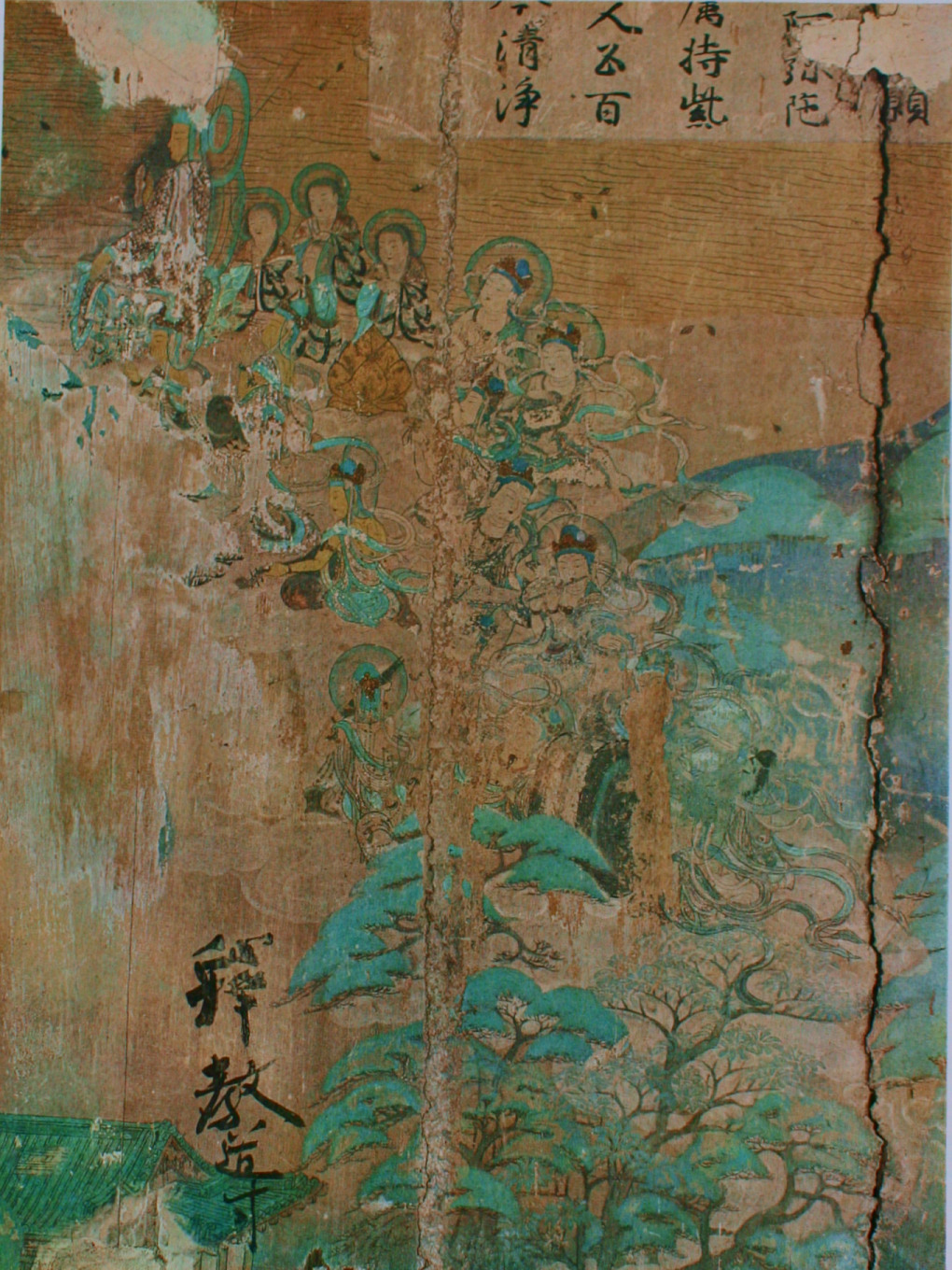
壁扉画のうち上品下生図（部分）

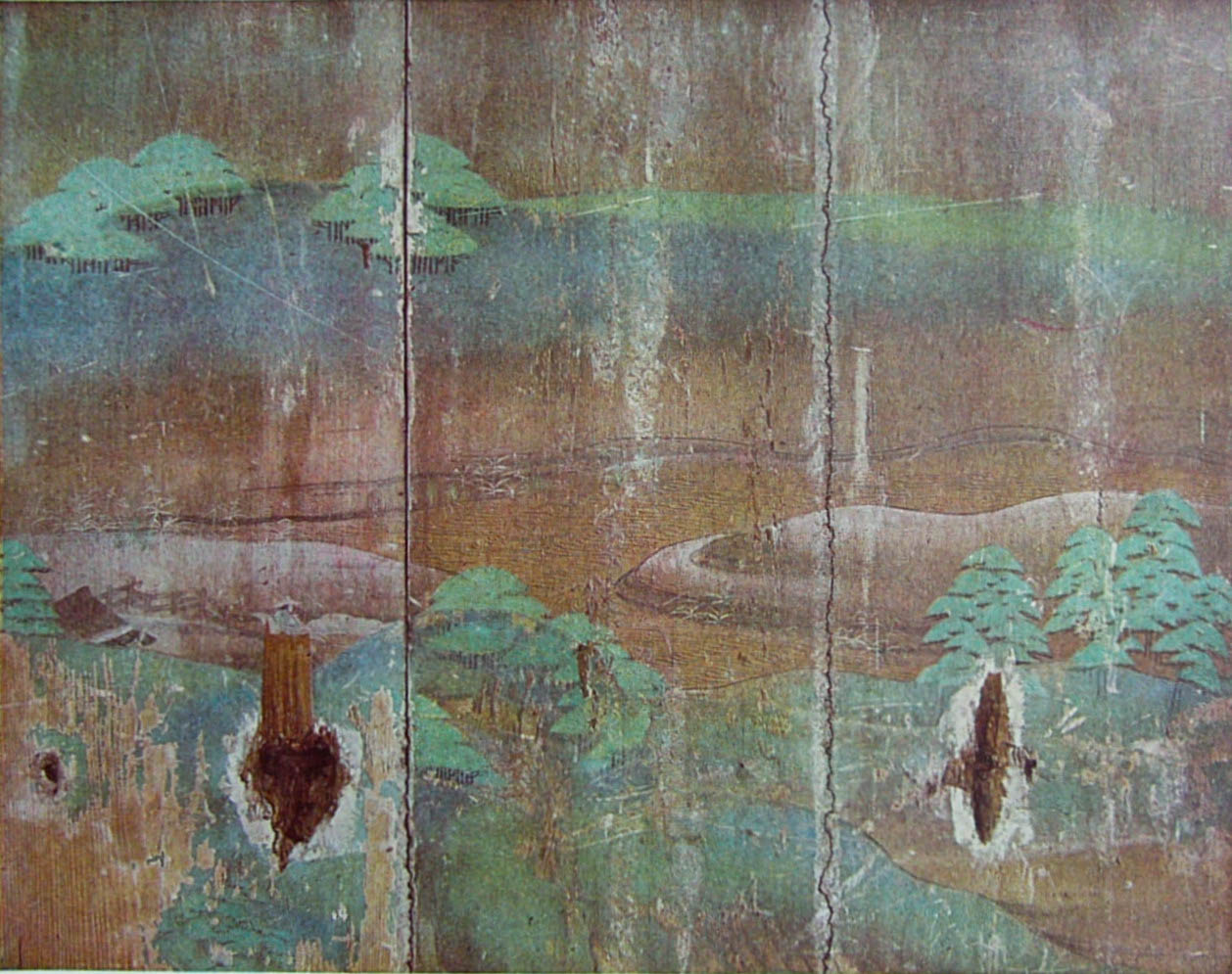
壁扉画のうち中品上生図右扉（部分）

鳳凰堂（ほうおうどう）は、天喜元年（1053年）に建立された阿弥陀堂であり、国宝である。「鳳凰堂」の呼称は後世のもので、平安時代の記録では固有の名称ではない「阿弥陀堂」あるいは「御堂」となっている。堂内須弥壇の格狭間に嵌め込まれた金銅板の延宝8年（1680年）の刻銘に「平等院鳳凰堂」とあり、このことから、江戸時代初期にあたるこの時期までには「鳳凰堂」の名が生まれていたことがわかる。江戸時代中期の地誌『山州名跡志』（正徳元年（1711年）刊）にも「鳳凰堂」の名が見える。
本尊である国宝・阿弥陀如来坐像は仏師・定朝の確証ある現存唯一の作品である。定朝は、大陸風を脱して和様の仏像様式を生み出した日本仏教彫刻史上重要な仏師であるが、長い歴史のうちに鳳凰堂の阿弥陀如来坐像以外の作品のことごとくが失われたと考えられている。
本尊を安置する須弥壇は螺鈿や飾金具で装飾されていたが、螺鈿は全て脱落している。現状では剥落が著しいが、堂内の扉や壁は極彩色の絵画で飾られ、天井や柱にも彩色文様が施されていた。長押（なげし）上の壁には楽器を奏で、舞いを舞う姿の供養菩薩像の浮き彫り（現存52体）があり、本尊の頭上には精巧な透かし彫（すかしぼり）の天蓋を吊る。
鳳凰堂は建造物としては中堂、北翼廊、南翼廊、尾廊の4棟からなる。阿字池の中島に東を正面として阿弥陀如来坐像を安置する中堂が建ち、その北と南（向かって右と左）にそれぞれ北翼廊、南翼廊が接続して建ち、中堂の西（背後）に接続して尾廊が建つ。中堂は石積の基壇上に建つ。この基壇は壇上積基壇と称し、地覆石（じふくいし）、羽目石（はめいし）、束石（つかいし）、葛石（かつらいし）からなる格式の高いものである。中堂の外観は2階建てのように見えるが、建築構造としては一重裳階付（いちじゅうもこしつき）である。裳階とは、身舎（もや、建物の主要部）の周囲に差し掛けられた屋根の部分を指す。身舎は入母屋造、本瓦葺。組物は三手先（みてさき）、中備（なかぞなえ）は間斗束（けんとづか）、軒は二軒繁垂木（ふたのきしげだるき）とし、棟上に一対の銅製鳳凰を置く。なお、保存上の観点から、1968年以降、棟上にはレプリカの鳳凰が設置されており、実物は別途保管されている。垂木は地垂木を円形断面、飛檐垂木（ひえんたるき）を方形断面とする「地円飛角」という、奈良時代以来の形式である。軒には支輪を設け、支輪部分には宝相華文を描く。身舎の規模は桁行（正面）3間、梁間（奥行）2間とする（ここで言う「間」は長さの単位ではなく、柱間の数を表す建築用語。以下同じ。）。身舎は円柱を頭貫（かしらぬき）と内法長押（うちのりなげし）で固める。この3間×2間の身舎の周囲に東西南北とも1間の裳階が付く。裳階の屋根は本瓦葺、軒は二軒繁垂木で、組物は平三斗、中備は間斗束である。裳階の垂木は身舎と異なり、地垂木、飛檐垂木ともに面取りの角垂木である。裳階柱と身舎との間には繋虹梁（つなぎこうりょう）を渡す。裳階柱は大面取りの角柱とし、これらを頭貫と飛貫（ひぬき）で繋ぐ。ただし、飛貫は当初はなく、後世補強のために入れたものである。裳階の正面（東面）中央間は屋根を一段高く切り上げて、外観に変化をもたせるとともに、池の対岸から本尊・阿弥陀如来坐像を拝するように設計されている。身舎東正面中央間の扉を開けると、その内側の格子には軍配形の窓が開けられ、阿弥陀如来の面相が見えるようになっている。裳階屋根上には高欄を設けるが、これは実用的なものではない。日本の一般的な仏堂建築は身舎の前後または四周に「庇」と呼ばれる部分があり、裳階が付く場合は、庇のさらに外側に付けるが、鳳凰堂中堂は身舎と裳階のみで庇のない特徴的な構造になる。身舎の円柱は径2尺（約60センチメートル）ある太いものであるが、周囲を裳階がとりまいているため、外観では身舎の太い柱が目立たなくなっており、これによって建物全体を軽快に見せている。裳階柱も幅8寸5分（約27センチメートル）あるが、大面取りが施され、断面八角形に近い柱形状になっているため、実際より細く見える。中堂は前述のように身舎と裳階のみで庇を設けない特異な構造であることに加え、屋根の出が非常に大きく、構造的には不安定な建物になっている。身舎の屋根の先端部は、裳階屋根の先端部や基壇の端部よりもさらに外側に突き出ている。明治期の修理以前の古写真をみると、中堂には、屋根の垂れ下がりを防止するための突っかえ棒が設置されて、外観を損ねていた。こうした構造に加え、境内からは創建当初の瓦がほとんど出土しないこともあり、当初の鳳凰堂は屋根に大きな荷重の掛かる本瓦葺きではなく、木瓦葺きだったのではないかと推定されている。木瓦葺とは、外観を瓦に似せた板で屋根を葺くもので、平安時代の実物としては中尊寺金色堂のものが唯一現存する。
鳳凰堂の修理は、近代以降では1902年（明治35年）から1907年（明治40年）にかけての明治修理で半解体修理が行われ、1950年（昭和25年）から1957年（昭和32年）にかけて解体修理が行われている。
次に中堂の室内の状況について説明する。前述のように身舎は正面3間、側面2間であるが、裳階の西側（裏側）部分を室内に取り込んでおり、この部分を含んだ全体を板敷の1室としている。裳階の東・北・南の3面は吹き放し（建具や壁を入れない）とし、切目縁（簀子縁）を設ける。すなわち、石積基壇の上に直接、縁を乗せた形になる。室内は身舎の後寄りに、中央部分を石敷きとした須弥壇を設け、本尊の定朝作阿弥陀如来坐像を安置する。阿弥陀像の頭上には木造天蓋を吊る。須弥壇周囲には高欄を設け、後方左右には壇上に上がる階段を設ける。須弥壇の外面は漆塗とし、螺鈿で装飾されていたが、螺鈿はすべて脱落している。中堂の柱間装置は以下のとおりである。身舎正面（東面）は3間とも両開き板扉で、室内側には格子を立て込む。身舎側面（北・南面とも）の前間は正面と同様、両開き板扉で、室内側には格子を立て込む。身舎側面（北・南面とも）の後間は、外面は腰長押を入れ、それより上を連子窓、下を土壁としている。ただし、この連子窓は見かけだけで、室内側は全面板壁になっている。前述の腰長押も外面だけに打たれている。身舎の西側は中央間を板壁、その両脇の間は開放とし、裏手の裳階部分と一体の空間を形成している。身舎西側中央間の板壁は他の壁と接していない独立壁で、本尊阿弥陀像の背後に位置することから「仏後壁（ぶつごへき）」と称される。西側裳階部分は、西面中央間のみを両開き板扉（尾廊へ通じる）とし、他の柱間は土壁とする。身舎の内法長押上の小壁は外見上は土壁に見えるが、実際は板壁に土を塗ったものである。東西南北各面の内法長押より上、頭貫より下の壁面には計52躯の雲中供養菩薩像を取り付けていたが、うち半数の26躯は平等院ミュージアム鳳翔館に移動している。室内には前後方向に虹梁を2本掛け渡し、組入天井を支えている。
堂内は、板扉と板壁には『観無量寿経』の所説による『九品来迎図（くほんらいこうず）』などの壁扉画（へきひが）があり、柱、長押、貫、組物、天井などの部材はすべて彩色が施されていたが、現状ではいずれも剥落が著しい。正面3間の扉（計6面）、側面（北・南面）前間の扉（計4面）、側面後間の板壁（北面と南面の2面）には九品来迎図が描かれ、背面裳階中央扉（2面）には日想観図が描かれていた。日想観とは、『観無量寿経』の所説によるもので、西方阿弥陀浄土に往生するための16の段階の一つとして、沈みゆく夕陽を観想するものである。仏後壁（身舎西側中央壁）の前面と背面にも絵画がある。このうち、背面は九品来迎図の一部であるが、前面の絵は剥落が激しく、主題や制作年代について諸説ある。板扉のうち、正面中央間のものは傷みが激しかったため、江戸時代初期の寛文10年（1670年）に新しい扉に取り換えられ、絵も新たに描かれている。扉と板壁以外の堂内の部材は、宝相華文を主体とする彩色文様で装飾されていた。柱は宝相華文の水平の帯で区切り、宝相華文を背景にして菩薩像や童子像を描く。長押、頭貫などの水平材は、花文を一定間隔で描き、残りの空間は繧繝彩色の条帯文とする。
中堂の柱間装置のうち、正面各間と側面前間は創建当初から板扉であったが、側面後間と仏後壁は以下のような改造を経ていることが解体修理時の調査で判明している。
- （当初）側面後間は板扉、仏後壁は土壁であり、背面裳階部分は腰長押から上を外面は連子窓、室内側は板扉としていた。
- （第一次改造）創建直後、または創建時の工事途上に側面後間の板扉を、外面連子窓、内面土壁に変更した。
- （第二次改造）仏後壁を前面板壁、背面土壁にした。側面後間と仏後壁に補強のために筋違を入れた。各面の内法長押上の小壁を土壁から板壁に変えた。
- （第三次改造）側面後間の土壁を板壁とし、仏後壁の背面も板壁にした。側面後間と仏後壁の筋違を除去した。各面の小壁は、内法長押の上、頭貫の下にあたる位置に飛貫を挿入した。背面裳階部分の連子窓はこの時に廃されて土壁になったとみられる。

以上の改造がいつ行われたかは正確には不明であるが、建築史家はおおむね13世紀までには第三次改造が終わったとみている。改造の理由については、前述のとおり、当初の鳳凰堂は木瓦葺（こがわらぶき）であったとみられ、木瓦葺からより重量の大きい本瓦葺きに変更するに際して、補強のために改造が行われたとみられる。
南北の翼廊（よくろう）は形式が等しいため、まとめて説明する。北翼廊、南翼廊とも切妻造、本瓦葺、一重2階建て。各翼廊は中堂の側面から南北方向に延び、途中で東方向に直角に折れ曲がっており、平面はL字形を呈する。桁行は折曲り8間、梁間は1間である（折曲り8間とは、L字形の外側の柱間を数えた数字である）。直角に曲がる角の部分には隅楼があり、この部分のみ3階建てになる。組物は1階が二手先、2階が平三斗で、軒は二軒繁垂木とする。1階柱は頭貫、飛貫、腰貫で固めるが、創建当初は飛貫、腰貫はなく、後から補強のために入れたものである。1階の頭貫から下は建具や壁を入れず開放とし、床も張らない。天井は組入天井とし、虹梁と蟇股で支える。2階は階高が低く、人が立って歩ける高さではないが、儀式等の際に人が立ち入ったことも想定されている。2階内部の構架は二重虹梁蟇股で、天井は張らず、垂木がそのまま見えている。隅楼の3階部分は方3間、宝形造、本瓦葺きで、屋根頂部に瓦製の宝珠を乗せる。組物は出組、軒は二軒繁垂木とする。東西南北面とも中央間を板扉、両脇間を連子窓とする。3階部分には下から昇ることはできず、人の入る空間はない。南北翼廊は修理によって取り換えられた部材が多い。各翼廊に16本ずつの柱があるが、うち古いものは北翼廊の柱1本、南翼廊の柱5本のみで、他の柱は明治の修理時の取り換え材である。
尾廊（びろう）は中堂西側裳階に接続し、西側に真っ直ぐ伸びる。切妻造、本瓦葺、平屋建てで、桁行7間、梁間1間とする。組物は平三斗、内部の構架は二重虹梁蟇股とし、天井は張らない。桁行7間のうち、中堂裳階に接する第1間は片引戸、以下は第2・3・6・7間を花頭窓、第4・5間を格子窓とする。尾廊は第5・6間の部分で池をまたいでおり、その部分の柱（西から3本目）は池中に立っている。尾廊の窓や床は室町時代頃に設けられたものとみられるが、1889年（明治22年）に作成された図面によると池の上に掛かる部分は床ではなく橋となっている。しかし、明治修理で現在の形にされたようである。尾廊の柱は大部分が修理によって取り換えられているが、南側の第3間の左右の柱のみは古い。
鳳凰堂の建つ中島と周囲の池については、1990年（平成2年）以降の発掘調査により、拳大の玉石を敷き詰めた平安時代の洲浜が出土し、創建当初の状況が明らかになっている。近代以降、中島の面積が広げられているが、平安時代には島の面積は狭く、ほとんど堂と同じ程度の大きさで、両翼廊の端は池に突出していた。翼楼の基壇も当初はなかったとみられる。池の対岸（東岸）には、鳳凰堂の阿弥陀如来像を礼拝するための「小御所」という建物の存在したことが福山敏男によって早くから明らかにされていたが、発掘調査により小御所の遺構も検出されている。
鳳凰堂には5万2049枚の瓦が使用されており、建立当時は木製瓦を使った木瓦葺（こがわらぶき）であったが、約半世紀後の康和3年（1101年）の修理で粘土瓦を使った総瓦葺（そうかわらぶき）に改修された。粘土瓦は平等院の荘園であった「玉櫛荘（たまくしのしょう）」（現在の大阪府八尾市）の向山瓦窯跡で康和2年（1100年）初頭に製造されたとされ、2012年（平成24年）9月に始まった改修作業でも平安時代の陶器瓦がまだ1560枚そのまま屋根に残っていることが確認された。この時に確認された平安時代の瓦の多くは、正面から向かって左側の中堂の屋根に集める形で再利用されているため、この面だけが他に比べてずいぶんと白っぽく見える。

## 境内
- 鳳凰堂（国宝） - 当院の現在の本堂。天喜元年（1053年）建立。解説は既述。
- 庭園（国の史跡・名勝） - 鳳凰堂が建っている中島とそれを取り囲んでいる阿字池を中心とした浄土式庭園。1990年（平成2年）からの発掘調査により平安時代築造の州浜が検出され、現在は創建当初の姿に復元整備されている。鳳凰堂への入堂も池の北岸から2つの小橋を渡る当初の形式に復されている。阿字池は極楽の宝池を模し、宇治川や対岸の山々を借景として取り込んでいる。
- 鐘楼
- 南門
- 平等院ミュージアム「鳳翔館」 - 境内南側にある博物館で、2001年（平成13年）に開館した。詳しくは別項「平等院鳳翔館」を参照。
- 浄土院 - 塔頭。浄土宗の寺院である。浄土宗の栄久上人が平等院の修復のために明応年間（1492年 - 1501年）に創建した。
  - 本堂
  - 庫裏
  - 大書院
  - 養林庵書院（重要文化財） - 伏見城から移築した書院。狩野山雪作の書院障壁画13面（宇治市指定有形文化財）がある。
  - 書院庭園（京都府指定名勝）
  - 羅漢堂（宇治市指定有形文化財） - 茶師星野道斎とその息子たちにより、寛永17年（1640年）に建立された。
  - 通圓政久の墓 - 平等院で自害した源頼政の家臣であった古川右内（通圓政久）の墓。現在も宇治橋の東詰めにある茶屋「通圓」の初代である。
- 最勝院 - 塔頭。天台宗系の本山修験宗聖護院の末寺でもある。承応3年（1654年）に京都東洞院六角勝仙院（住心院）の天台宗の僧が開創した。
  - 不動堂
  - 地蔵堂
  - 源頼政の墓
  - 庫裏
  - 書院
  - 庭園
- 観音堂（重要文化財） - 鎌倉時代初期の建築で本堂跡に建てられた。境内北側、表門を入って左側に建つ。十一面観音立像（平安時代後期）を安置していたが、現在は鳳翔館に移されている。
- 扇の芝 - 治承4年（1180年）に源頼政は「橋合戦」で敗れると平等院に退却し、この「扇の芝」の上で軍扇を広げて辞世の句「埋木の 花咲く事も なかりしに 身のなる果は あはれなりける」を詠むと、自害して果てた。
- 表門（北門）
- 多宝塔跡 - 鳳凰堂の南東、現在は境内の外の公園になっている場所から塔の遺構が検出され、基壇が復元されている。康平4年（1061年）、藤原頼通の娘である四条宮寛子（後冷泉天皇皇后）によって建立された多宝塔。多宝塔とはいいながら実際は巨大な宝塔となっている。

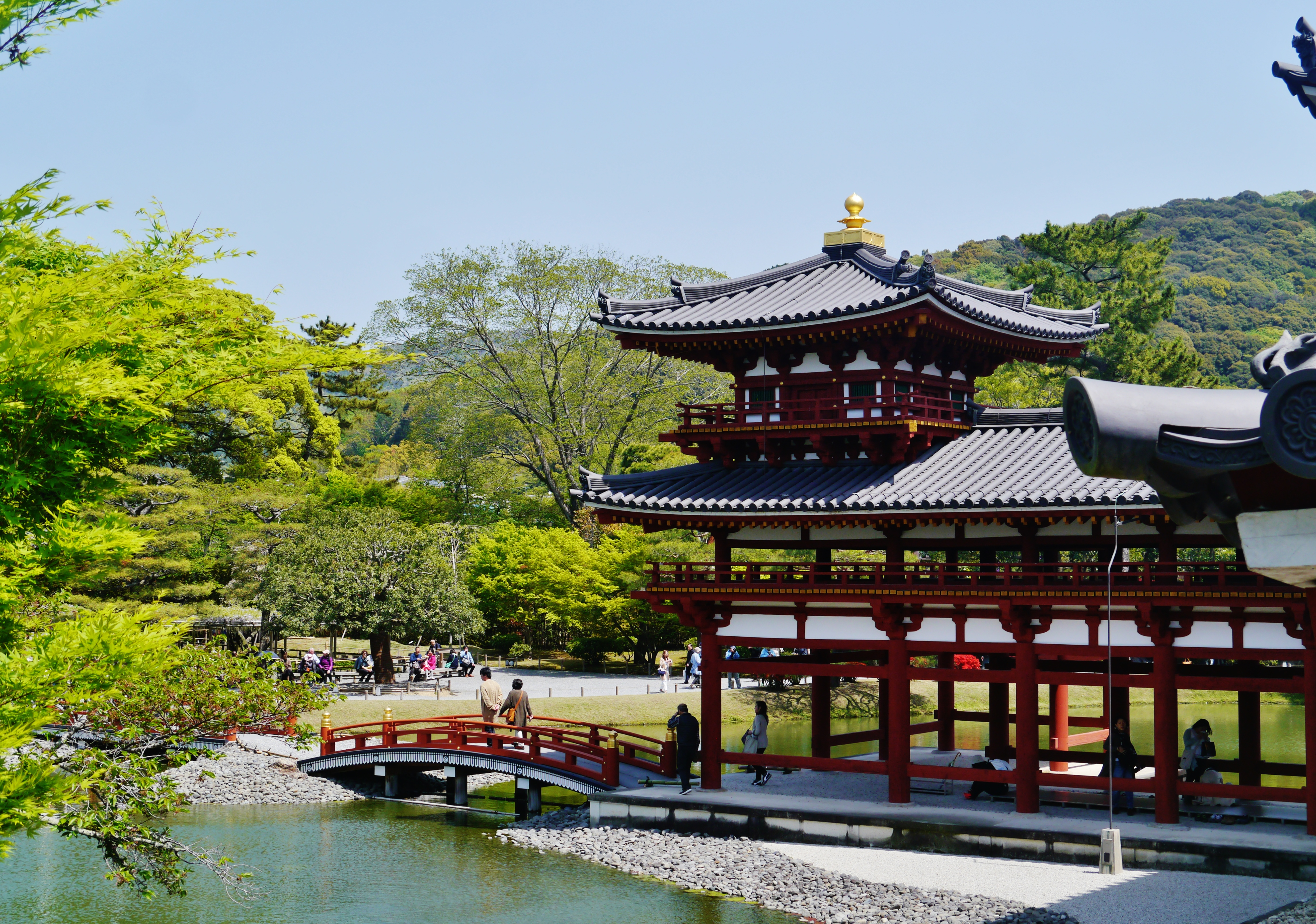
庭園
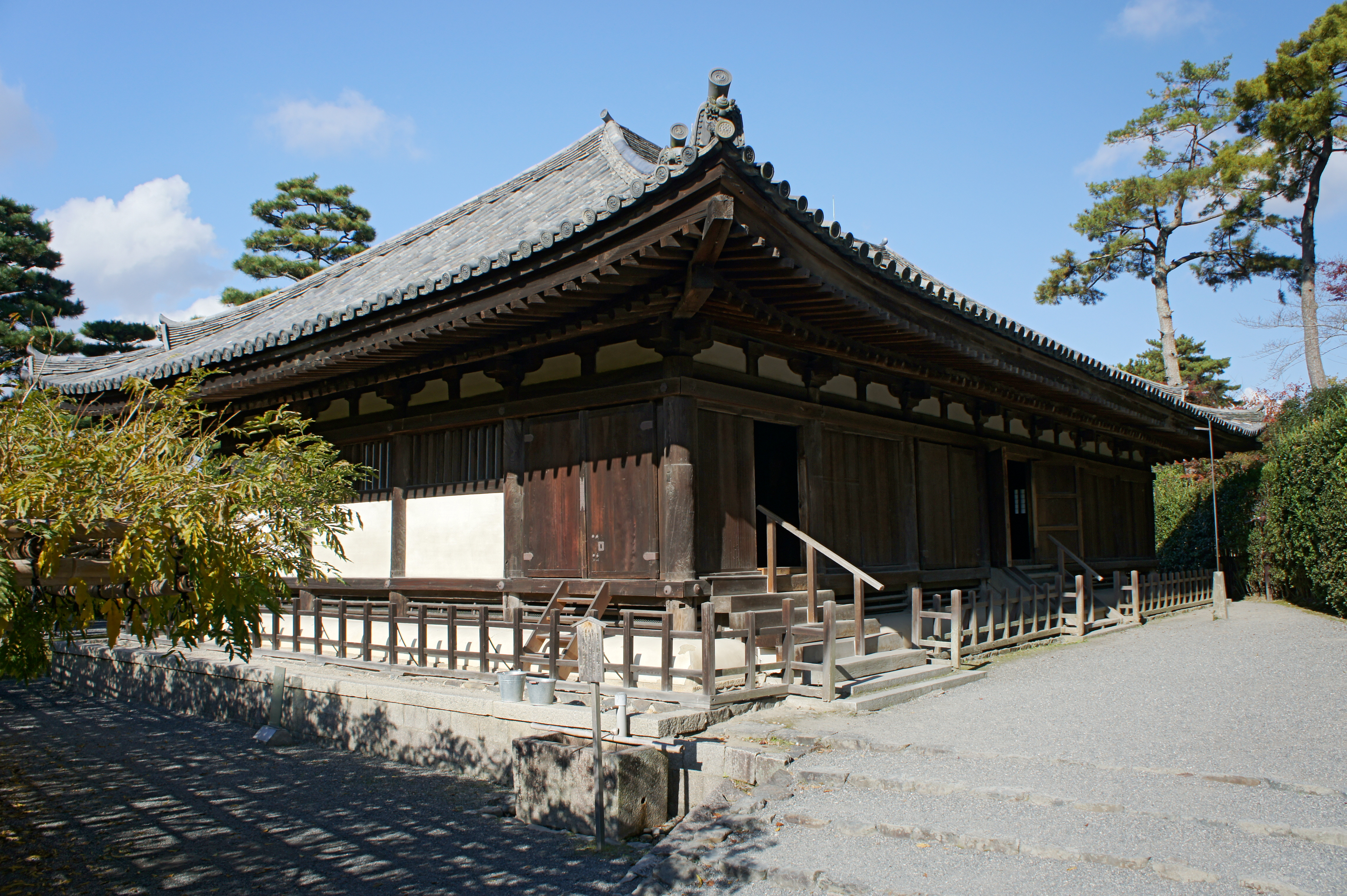
観音堂（重要文化財）
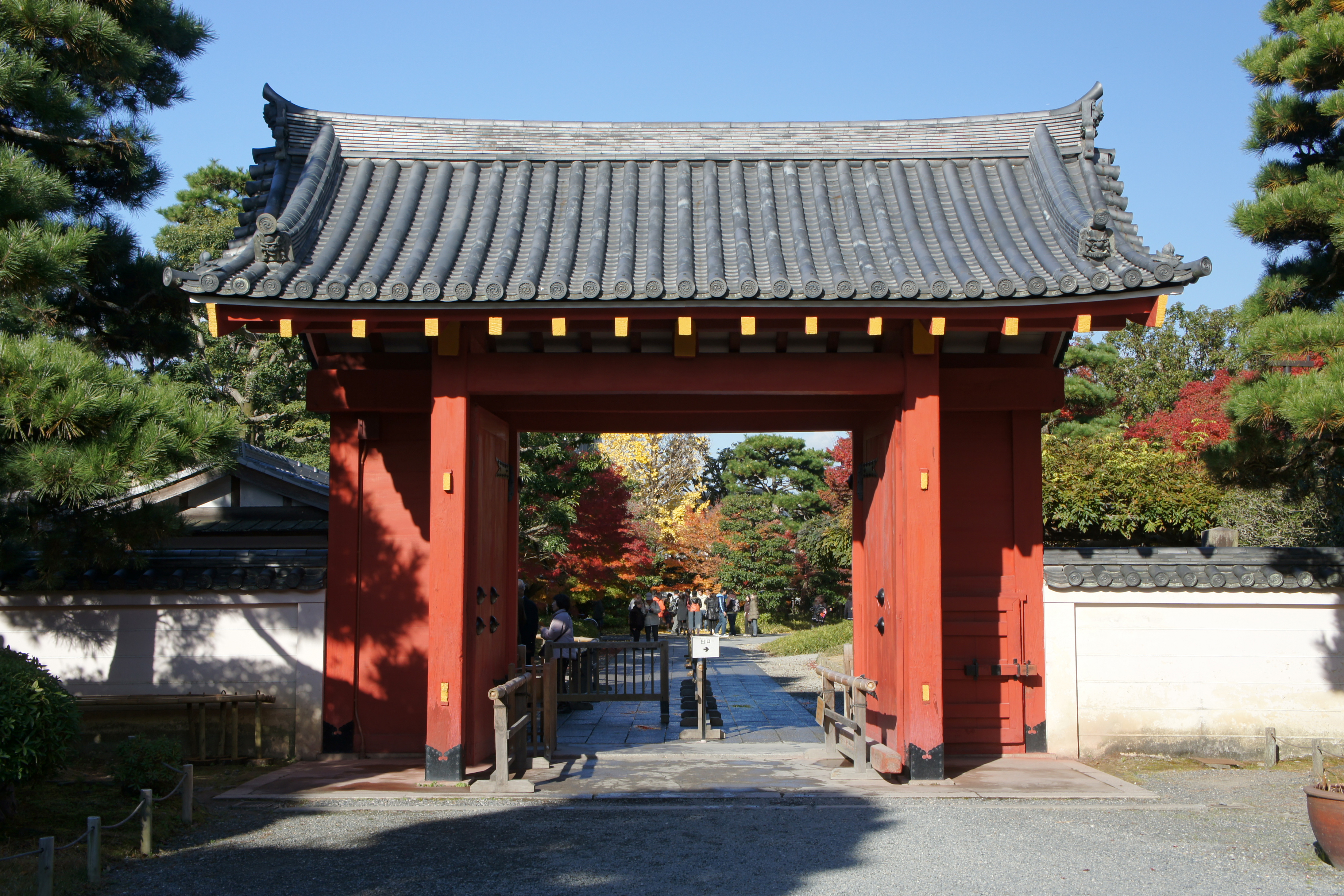
表門
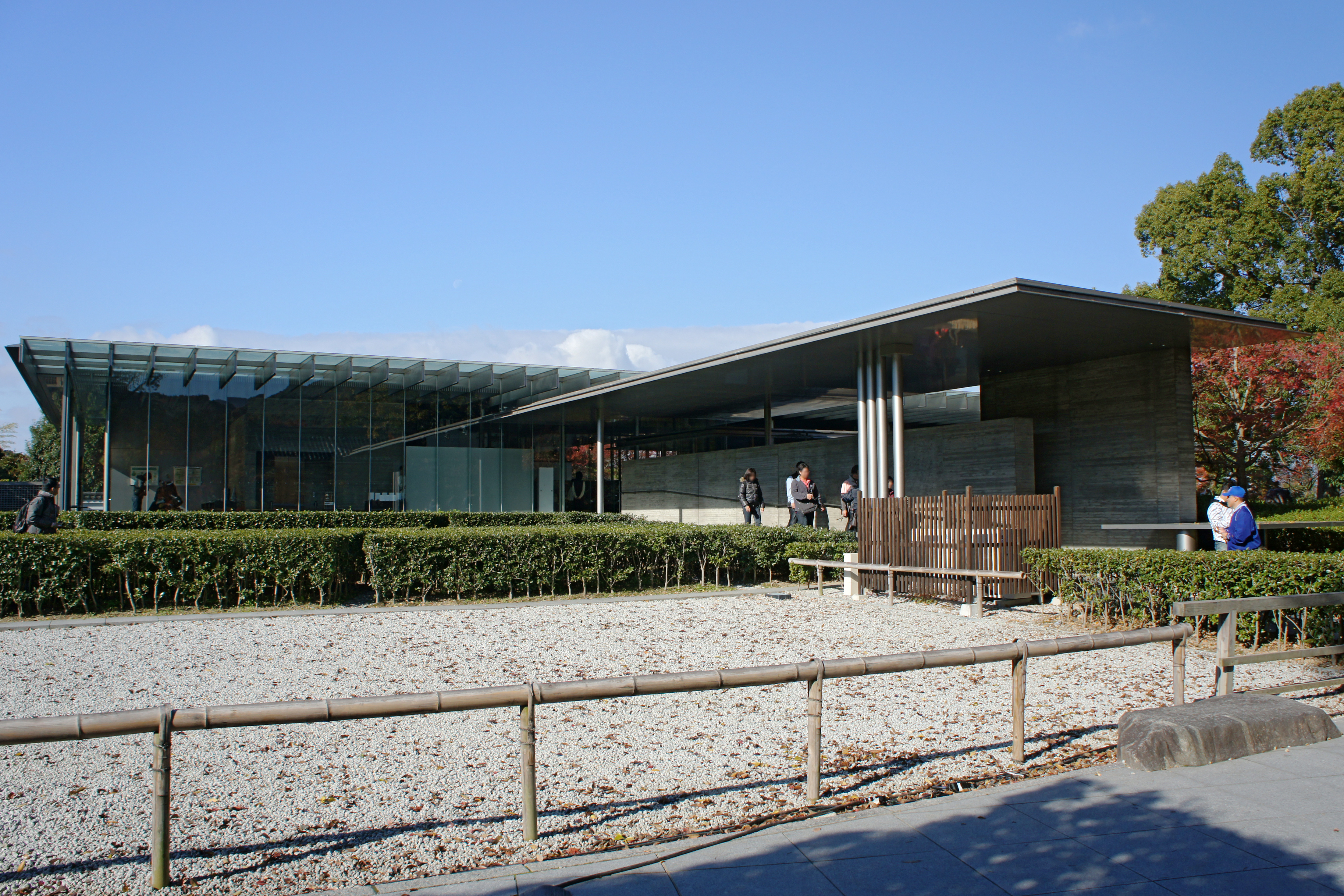
鳳翔館
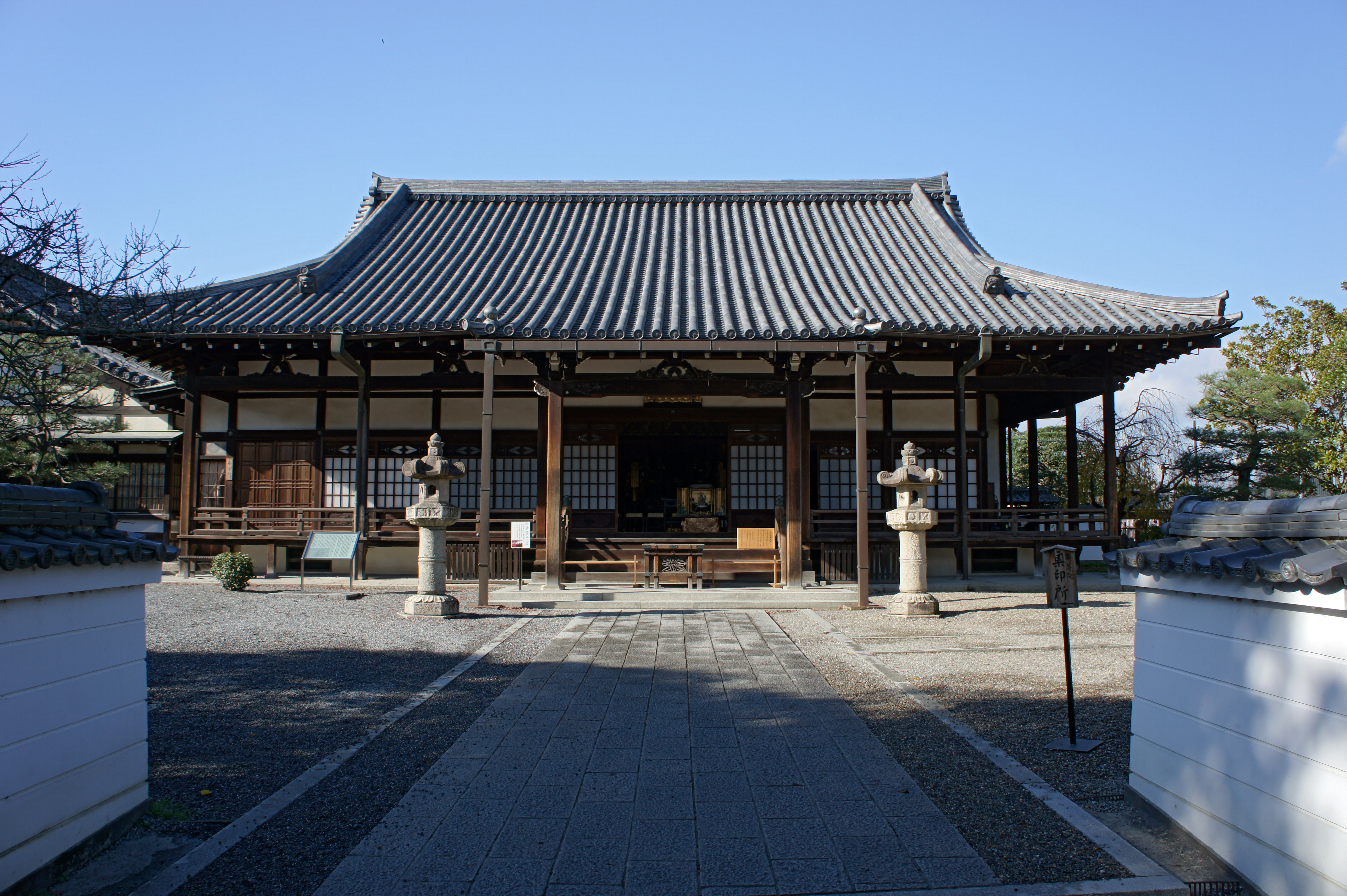
浄土院
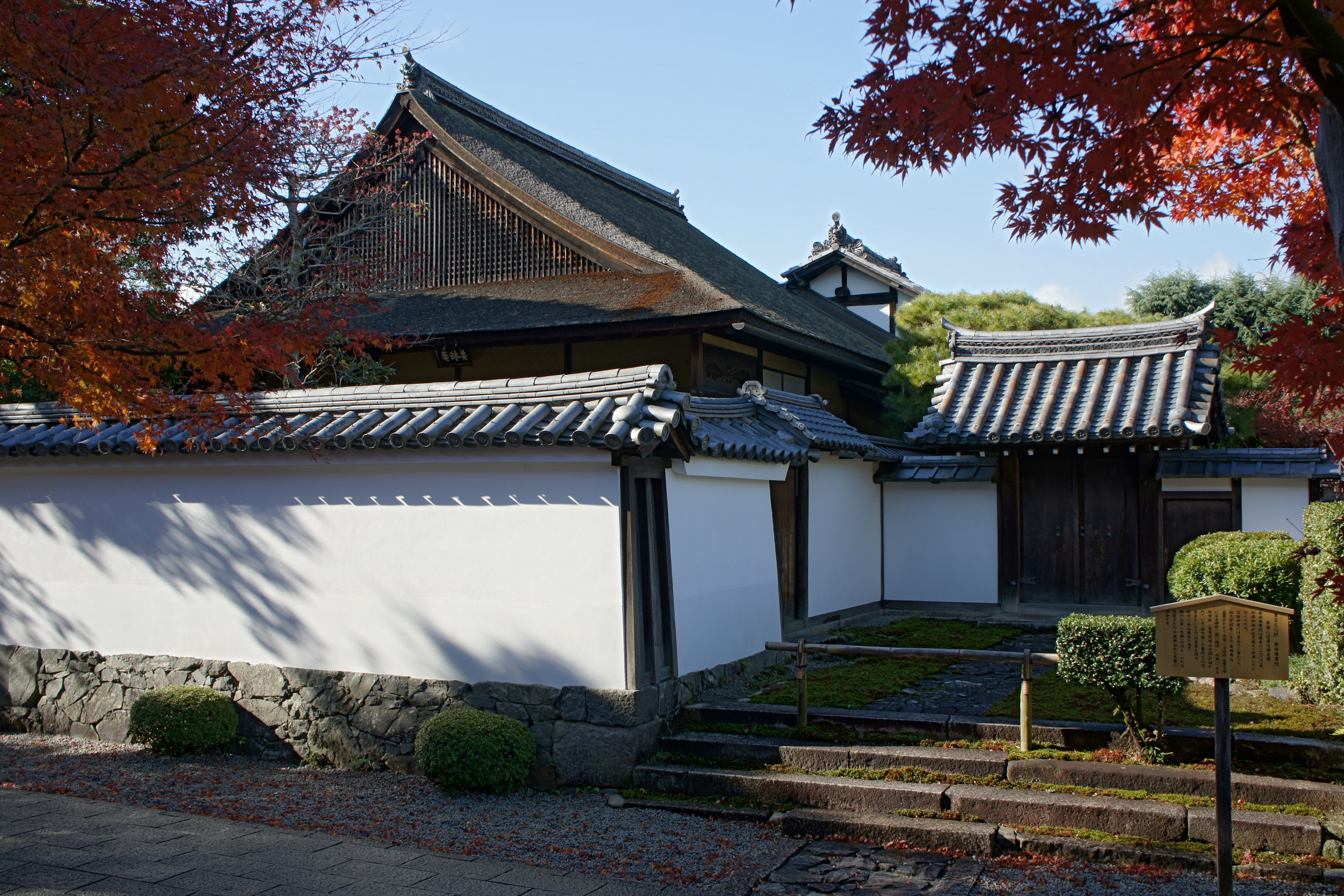
養林庵書院（重要文化財、奥の檜皮葺の建物）
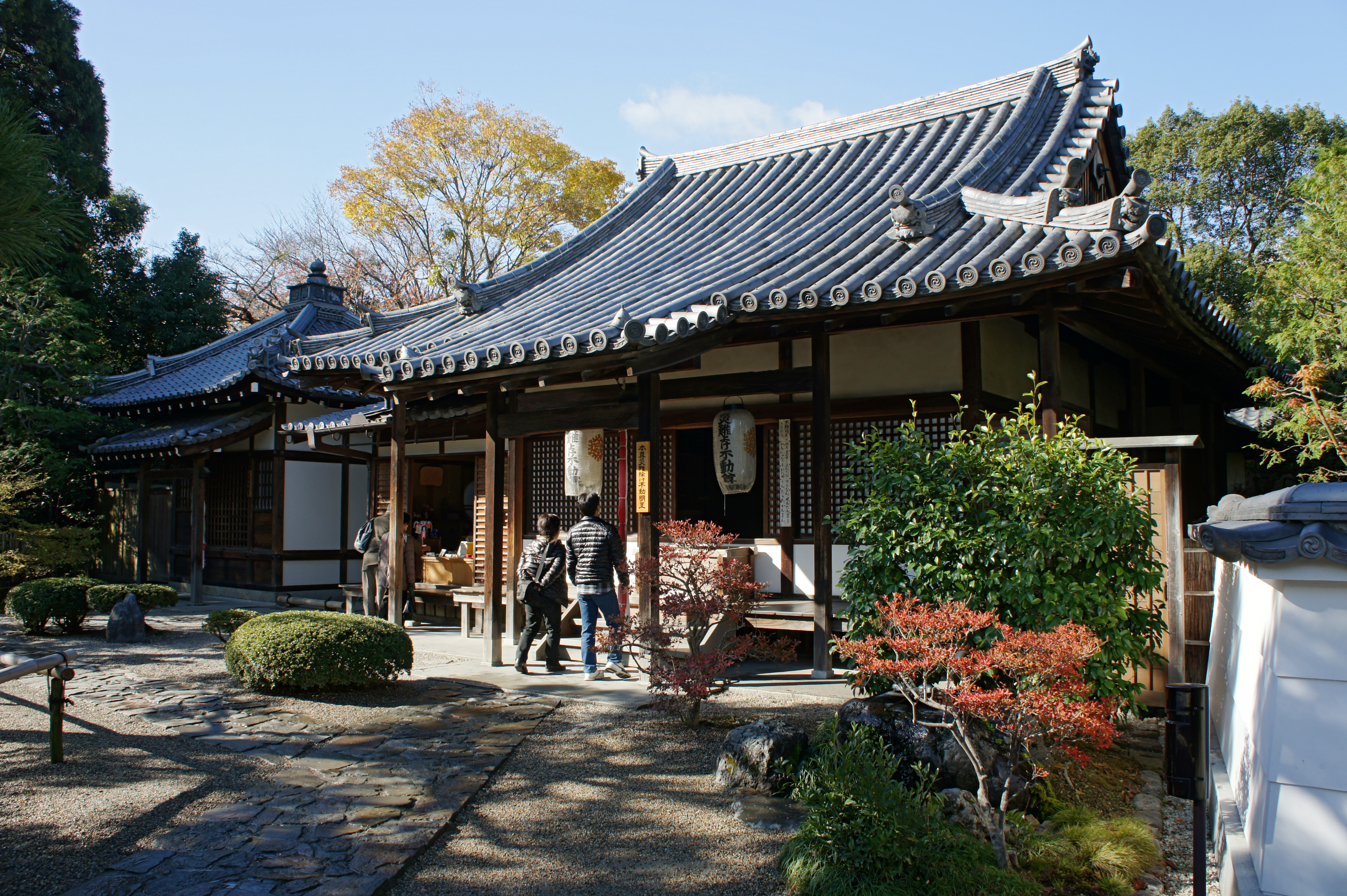
最勝院不動堂
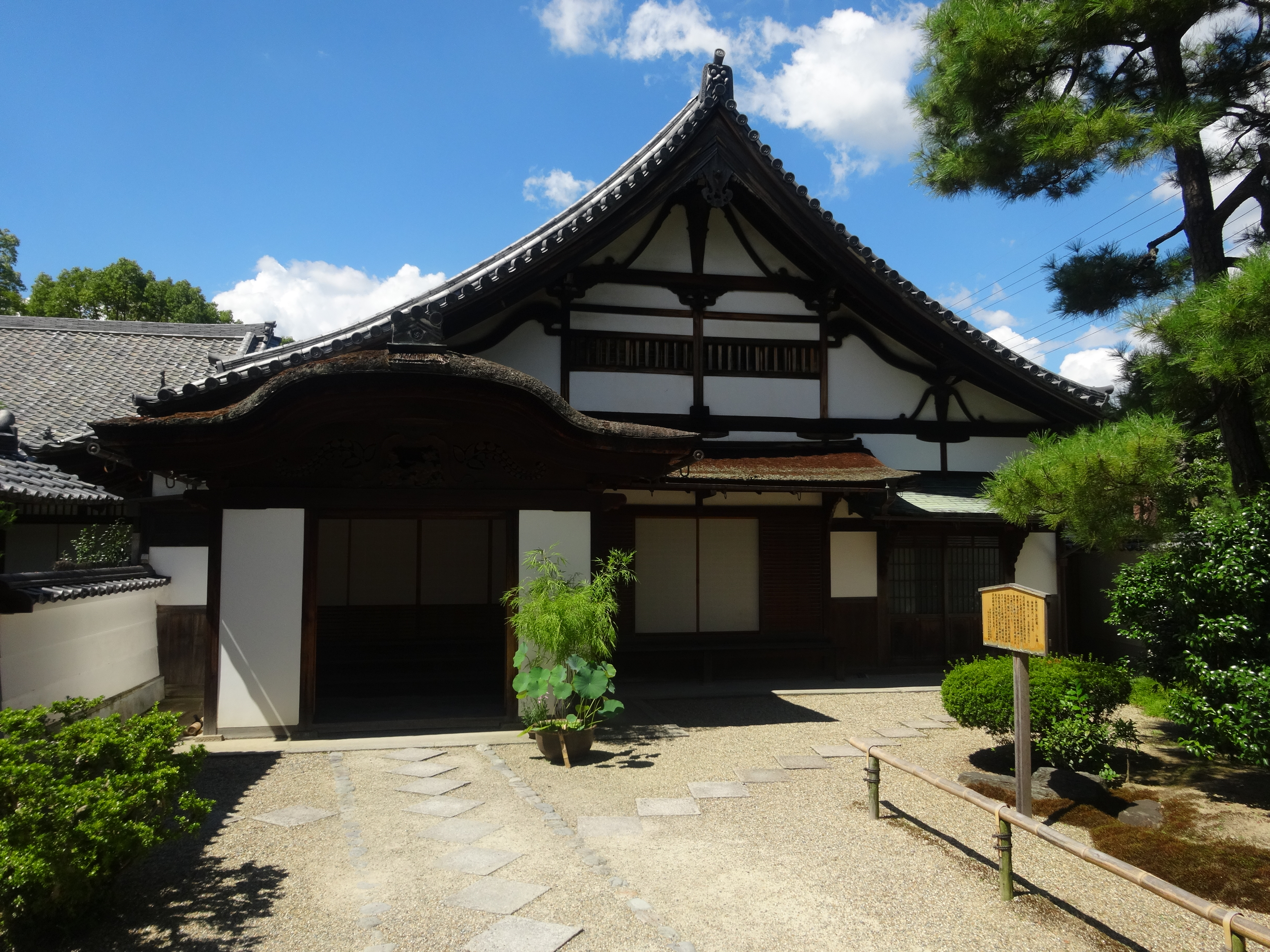
最勝院庫裏

### 往時の堂塔
かつての平等院には数多くの堂塔が建ち並んでいた。以下の建物はすべて失われた。
- 本堂（金堂） - 宇治川の近く、現在の観音堂がある場所にあった。
- 講堂
- 釣殿（つりどの） - 宇治川に突出した形で設けられていて、川から直接舟をつけることができた。釣殿と本堂は廊で結ばれていた。
- 懺法堂（せんぼうどう） - 本堂の南にあった。懺法とは、経を誦して罪過を懺悔する儀式作法をいう。
- 小御所（こごしょ） - 東を向いている鳳凰堂のさらに東、池を挟んだ対岸にあった。小御所は天皇や上皇のための殿舎。
- 法華堂 - 天喜4年（1056年）、藤原頼通によって建立された法華堂。正確な位置は未詳。
- 多宝塔 - 解説は既述。
- 五大堂 - 治暦2年（1066年）、右大臣藤原師実（頼通三男）によって建立された五大堂。正確な位置は未詳。
- 不動堂 - 延久5年（1073年）、右大臣源師房（頼通養子）によって建立された不動堂。記録によれば境内の西南隅にあった。
- 経蔵 - 宝蔵ともいう。初出（※最初の記録）は康平6年（1063年）に認められる。一切経のみならず、藤原氏代々の重宝が納められ、「宇治の経蔵」として摂家の権威の象徴とされていた。正確な位置は未詳[45][46]。

## 文化財

### 国宝

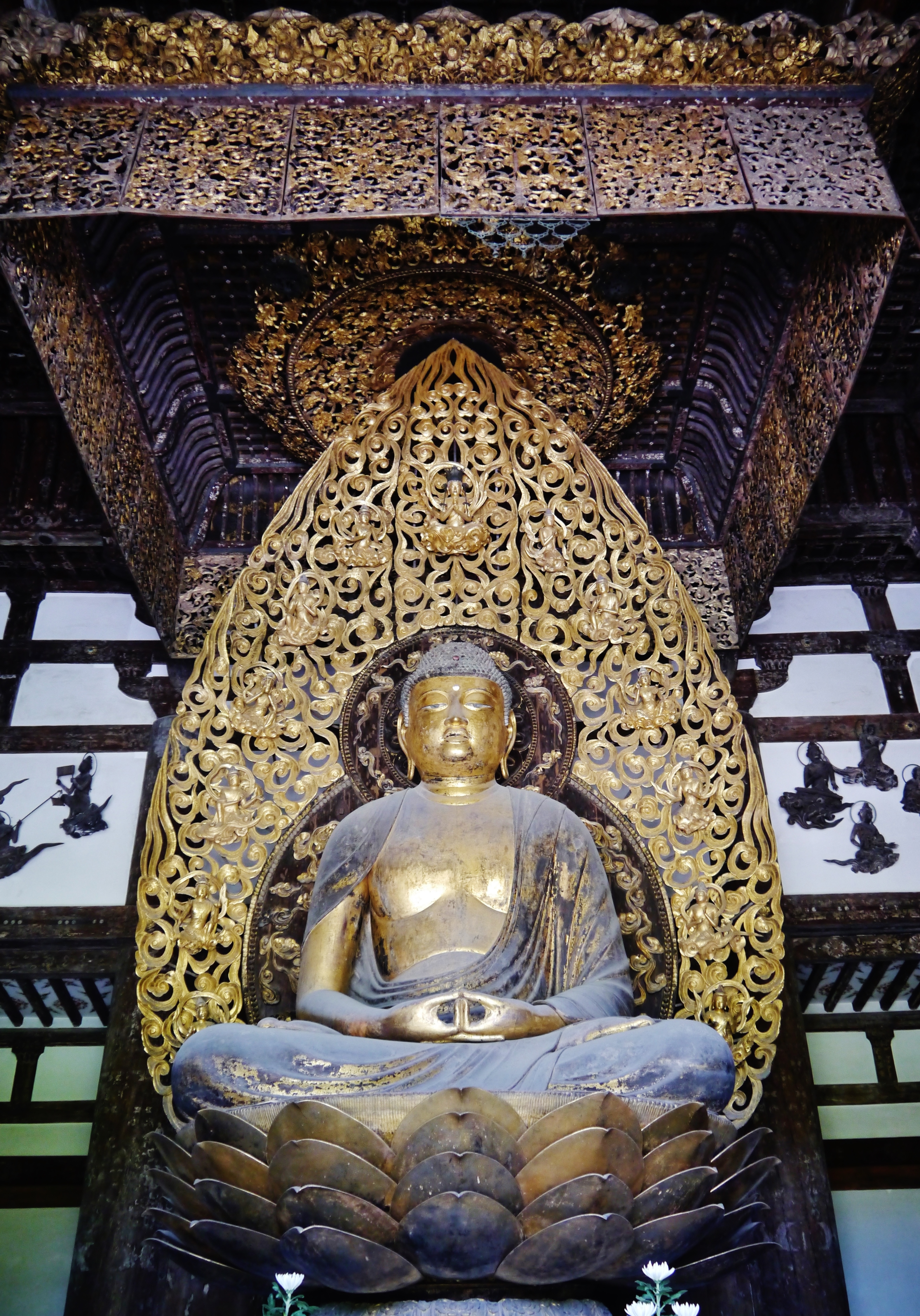
阿弥陀如来像 像高約284センチメートル

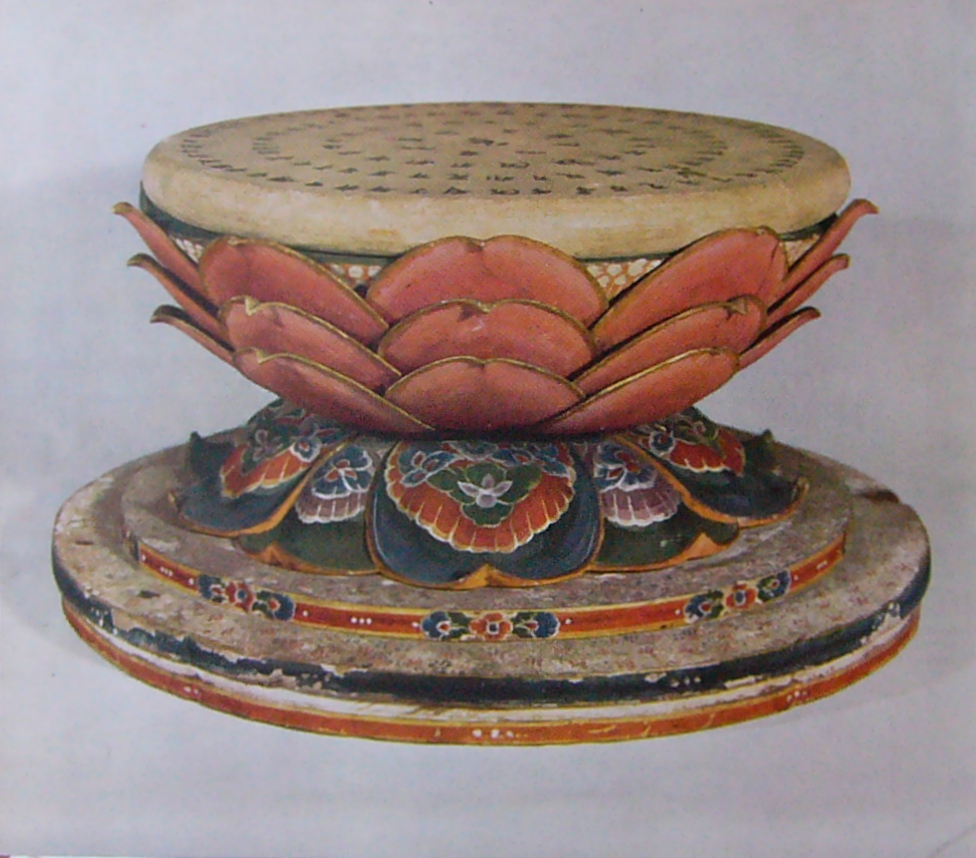
月輪と蓮台（阿弥陀如来像の像内納入品）

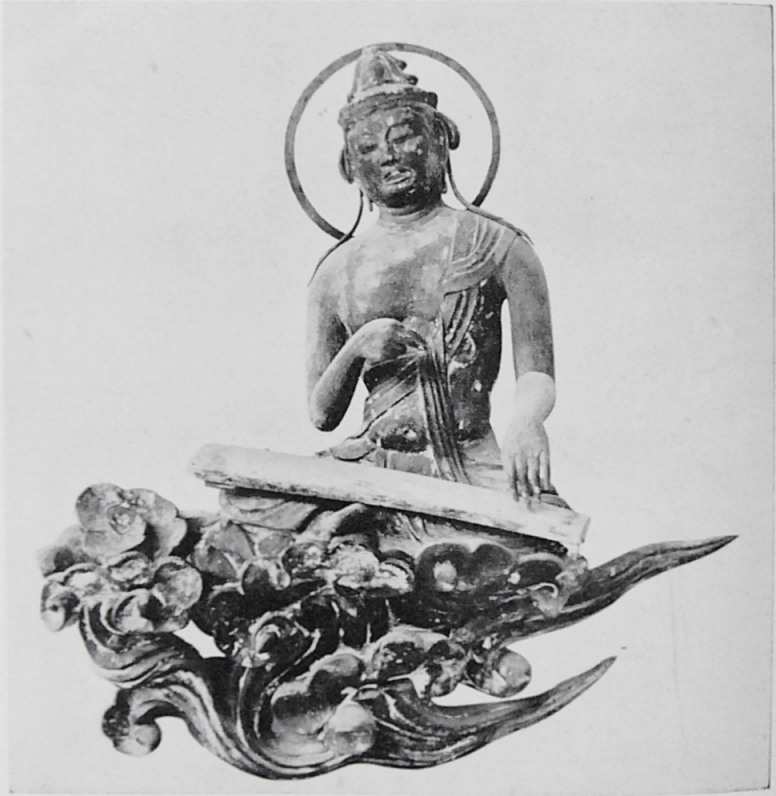
雲中供養菩薩（北1号像）像高約90センチメートル

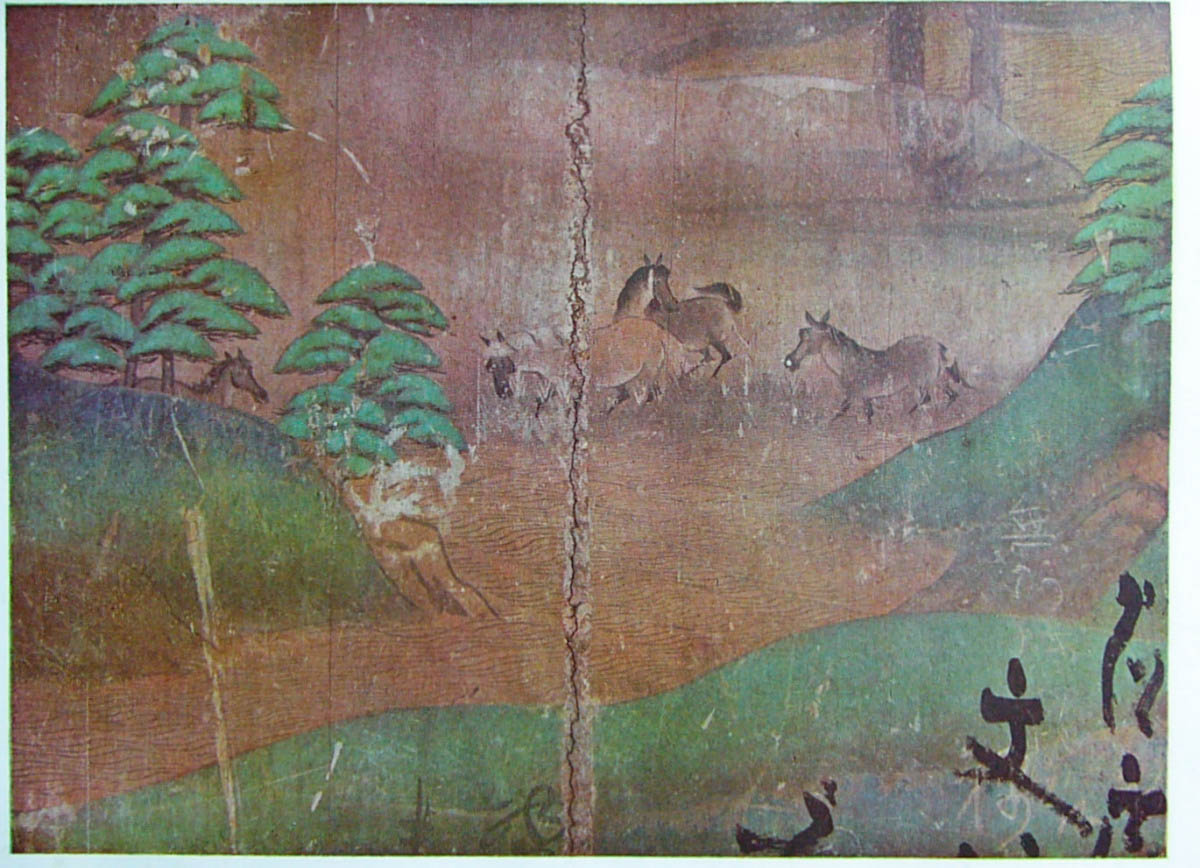
扉画 中品上生図 左扉（部分）

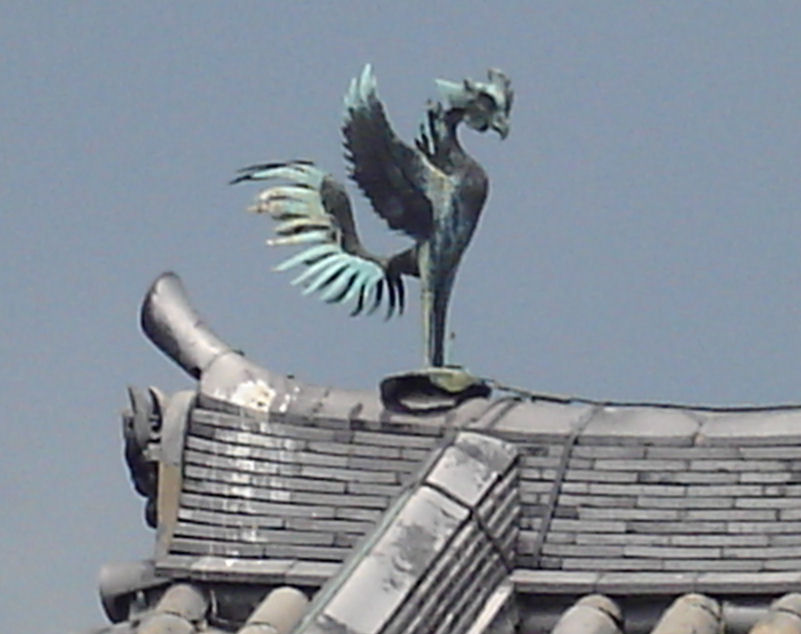
鳳凰像（複製）

- 平等院鳳凰堂 4棟
  - 中堂	1棟
  - 両翼廊 2棟
  - 尾廊 1棟
- 木造阿弥陀如来坐像

仏師・定朝の確証ある唯一の遺作。寄木造漆箔、像高284センチメートル。定朝は和様彫刻様式の大成者、また、寄木造技法の完成者として日本彫刻史上著名な仏師である。円満な面相、浅く流れる衣文などを特色とする定朝の優美で温和な作風は、「仏の本様」と称されて平安時代の貴族にもてはやされ、以後の仏像彫刻には「定朝様（じょうちょうよう）」が流行した。定朝が制作した法成寺（藤原道長が建立した寺）などの仏像はことごとく失われ、晩年の作品である平等院像は、彼の作風を具体的に知ることのできる唯一の遺品として、きわめて貴重なものである。像内納入品の木板梵字阿弥陀大小呪月輪（もくはんぼんじあみだだいしょうじゅがちりん）と木造蓮台は国宝の附（つけたり）指定となっている。
- 木造雲中供養菩薩像 52躯

鳳凰堂中堂の長押上の壁を飾る浮き彫りの菩薩像。極楽浄土において阿弥陀を讃嘆する菩薩像とする説もあるが、いずれの像も飛雲に乗ることから、阿弥陀如来と共に来迎する菩薩像を表したものとみられる。52躯が現存し、すべて（2008年〈平成20年〉に追加指定された1躯を含む）国宝に指定されている。各像のポーズは変化に富み、琴、琵琶、縦笛、横笛、笙、太鼓、鼓、鉦鼓などの楽器を奏する像が27体あり、他には合掌するもの、幡や蓮華などを持つもの、立って舞う姿のものなどがある。菩薩形の像が主だが、僧形の像も5体ある。本尊阿弥陀如来像と同様、天喜元年（1053年）の作とされるが、補修はかなり多く、頭部が明治時代の修理で補作されているもの、像全体が鎌倉時代の補作であるものが各数体ある。現存52体であるが、当初全部で何体あったのかは定かでない。52体のうち半数の26体は鳳翔館に移されている。
- 鳳凰堂中堂壁扉画（板絵著色） 14面 附：九品来迎図 扉画（上品上生）2面
  - 九品来迎図 旧扉画8面（上品中生、上品下生、中品上生、下品上生）、壁画3面（中品中生、下品中生、中品下生、下品下生）
  - 日想観図 扉画2面
  - 本尊後壁画 1面

中堂の扉12面、壁4面は、国宝建造物の一部であると共に、そこに描かれた絵は絵画部門の国宝にも指定されている（扉12面のうち2面は附指定）。主な主題は『観無量寿経』に基づく九品来迎図である。壁扉画の構成は以下のようになっている。
- 正面中央扉（2面）上品上生図
- 正面北扉（2面）上品中生図
- 正面南扉（2面）上品下生図
- 北面扉（2面）中品上生図
- 北面壁（1面）中品中生図
- 南面扉（2面）下品上生図
- 南面壁（1面）下品中生図
- 仏後壁前面（1面）図様不明、諸説あり
- 仏後壁背面（1面）下品下生図・中品下生図
- 西面（背面）扉（2面）日想観図

以上のうち、北面壁、南面壁、仏後壁（前面、背面）は当初の土壁を板壁に変更したもので、壁画が描かれたのは鎌倉時代に下るとされていたが、仏後壁前面画については、調査の結果、藤原頼通 在世時（11世紀末）にさかのぼる作とみられている。2004年（平成16年）に阿弥陀如来像を修理のため堂外に搬出した際に、阿弥陀像の背後にあって観察困難であった仏後壁前面画に対する科学的調査が実施された。仏後壁前面画の主題については、釈迦八相（阿闍世太子授記説話）説（渡邉里志）、阿弥陀因位譚説（源豊宗）、弥勒下生説（大原嘉豊）、九品往生のうちの中品下生図とする説（富島義幸）などがある。
正面中央の2面の扉は、最も消耗が激しかったためか、江戸時代初期の寛文10年（1670年）の修理の際に取り替えた新しい扉になっており、国宝の14面には含まれない「附（つけたり）指定」となっている。その他の画面も剥落が激しく、画面には江戸時代末期の落書きも目立つが、平安時代後期から鎌倉時代にかけての貴重な絵画遺品である。なお、正面と南北側面のオリジナルの扉は取り外して宝物館に収められており、代わりに復元模写の扉がはめられている。
- 木造天蓋 1具

本尊・阿弥陀如来像の頭上に吊られた木造天蓋で、像とは別個に、彫刻部門の国宝に指定されている。折上小組格天井形の方蓋と、その内側に吊る円蓋からなり、透彫と螺鈿で装飾されている。
- 鳳凰（鳳凰堂中堂旧棟飾） 1対

阿弥陀堂中堂大棟の南北両端部に設置されていた金銅製の鳳凰像。北方像・南方像の一対で、北方像は総高235.0センチメートル、像高 98.8センチメートル、総幅 34.5センチメートル、南方像は総高 228.8センチメートル、像高 95.0センチメートル、総幅 44.5センチメートル。
製作は阿弥陀堂の創建と同時期であると考えられているが、藤原資房日記『春記』の長久2年（1041年）条に拠れば同年2月23日と翌24日に仏師・定朝に対して龍頭の製作が命じられていることから、鳳凰像も定朝により原型が製作された可能性が考えられている。また、源師時日記『長秋記』の長承3年条（1134年付の文）の記述から製作は本体部分が鳥羽の鋳物師、翼や風切羽は鳥羽の鋳物師によって鋳造された可能性が考えられている。近世には本像にちなんで阿弥陀堂は「鳳凰堂」の通称で呼ばれるようになる。
頭部・胴部・翼・脚部の各部は別々に鋳造され、銅板製の風切羽と共に鋲で留められ組み立てられている。一部に鍍金が残されているが、現在は全体が銅錆で覆われている。円盤状の台座に立つ鳳凰像で、頭部には鶏冠・冠毛・肉垂が表現され、太い眉と鋭い嘴をもつ。首から胴体には魚鱗紋が表現され、頚部には宝珠の付いた首輪がはめられている。風切羽は多くが後補であるが、鋤彫により波並が表現されている。現在は屋根上に複製像を設置し、鳳凰像は鳳翔館に収蔵されている。
- 梵鐘

鳳凰堂と同じ11世紀頃の制作と推定される。全面に天人、獅子、唐草文様などの繊細な浮き彫りを施した、他に例を見ない鐘である。「音の三井寺」、「銘の神護寺」、「姿、形の平等院」と謳われ、神護寺、園城寺（三井寺）の鐘と共に、「天下の三名鐘」に数えられ、国宝に指定されている。現在鐘楼にある梵鐘は複製で、実物は鳳翔館に収蔵されている。この梵鐘は1980年（昭和55年）11月25日発行の60円普通切手のデザインにも採用されている。2006年（平成18年）時点でも利用可能であったが、販売は2002年（平成14年）に停止している。

### 重要文化財
- 観音堂
- 木造十一面観音立像
- 養林庵書院 - 塔頭浄土院所有。

### 国の史跡・名勝
- 平等院庭園 - 浄土式庭園。1922年（大正11年）3月8日指定。

### 京都府指定有形文化財
- 平等院修造勧進状 1巻 - 塔頭浄土院所有。
- 平等院旧起 1巻 - 塔頭浄土院所有。

### 京都府指定名勝
- 養林庵書院庭園 - 塔頭浄土院所有。

### 宇治市指定有形文化財
- 木造地蔵菩薩立像
- 木造不動明王立像及二童子像
- 浄土院羅漢堂 - 塔頭浄土院所有。
- 養林庵書院障壁画 13面 - 塔頭浄土院所有。
- 木造帝釈天立像 - 塔頭浄土院所有。
- 木造阿弥陀如来立像 - 塔頭浄土院所有。
- 和漢朗詠集巻下断簡（平等院切）（禁中・古京） 1幅 - 塔頭浄土院所有。
- 平等院境内古図 2幅 - 塔頭最勝院所有。

雲中供養菩薩像の画像

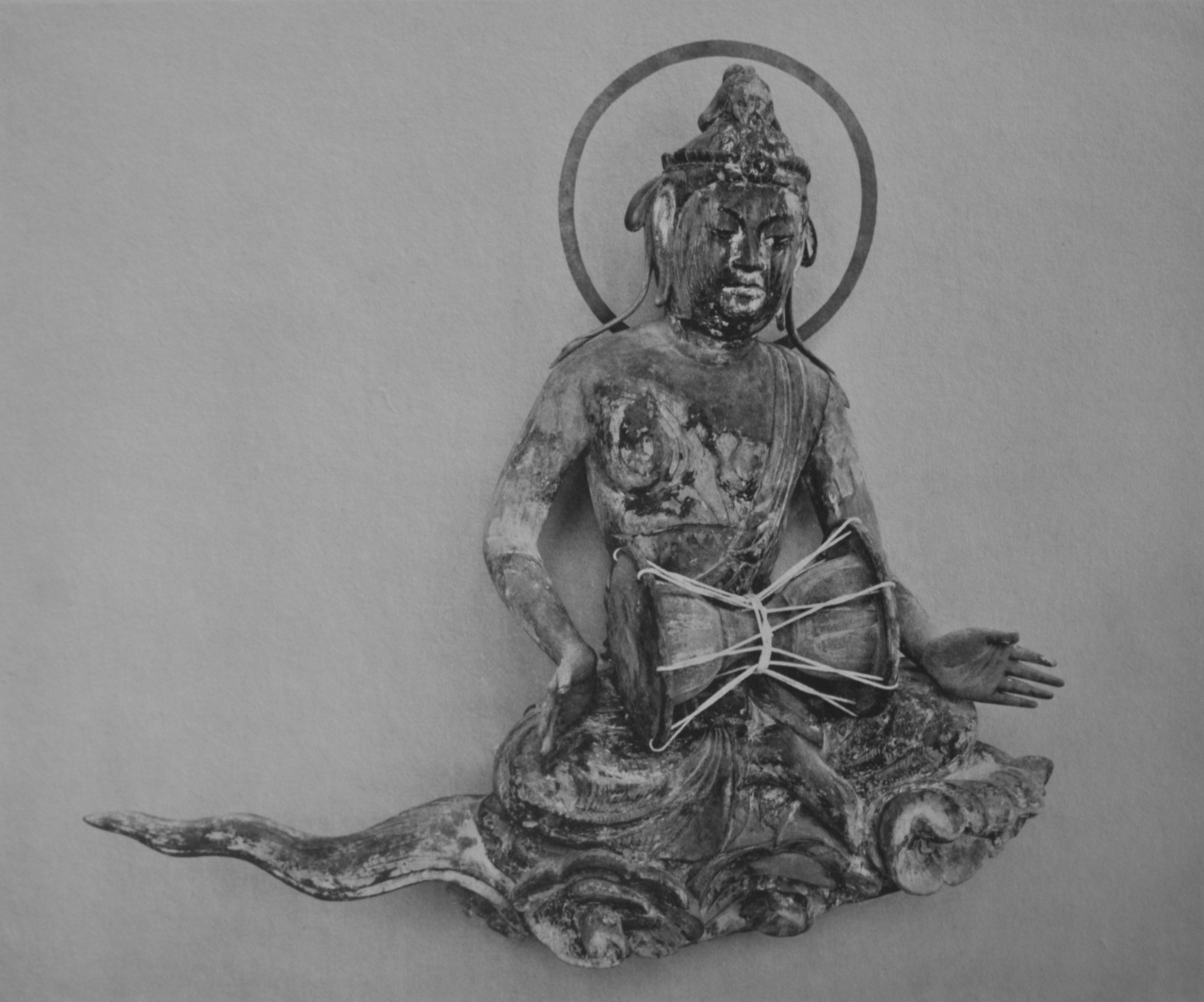
北4号
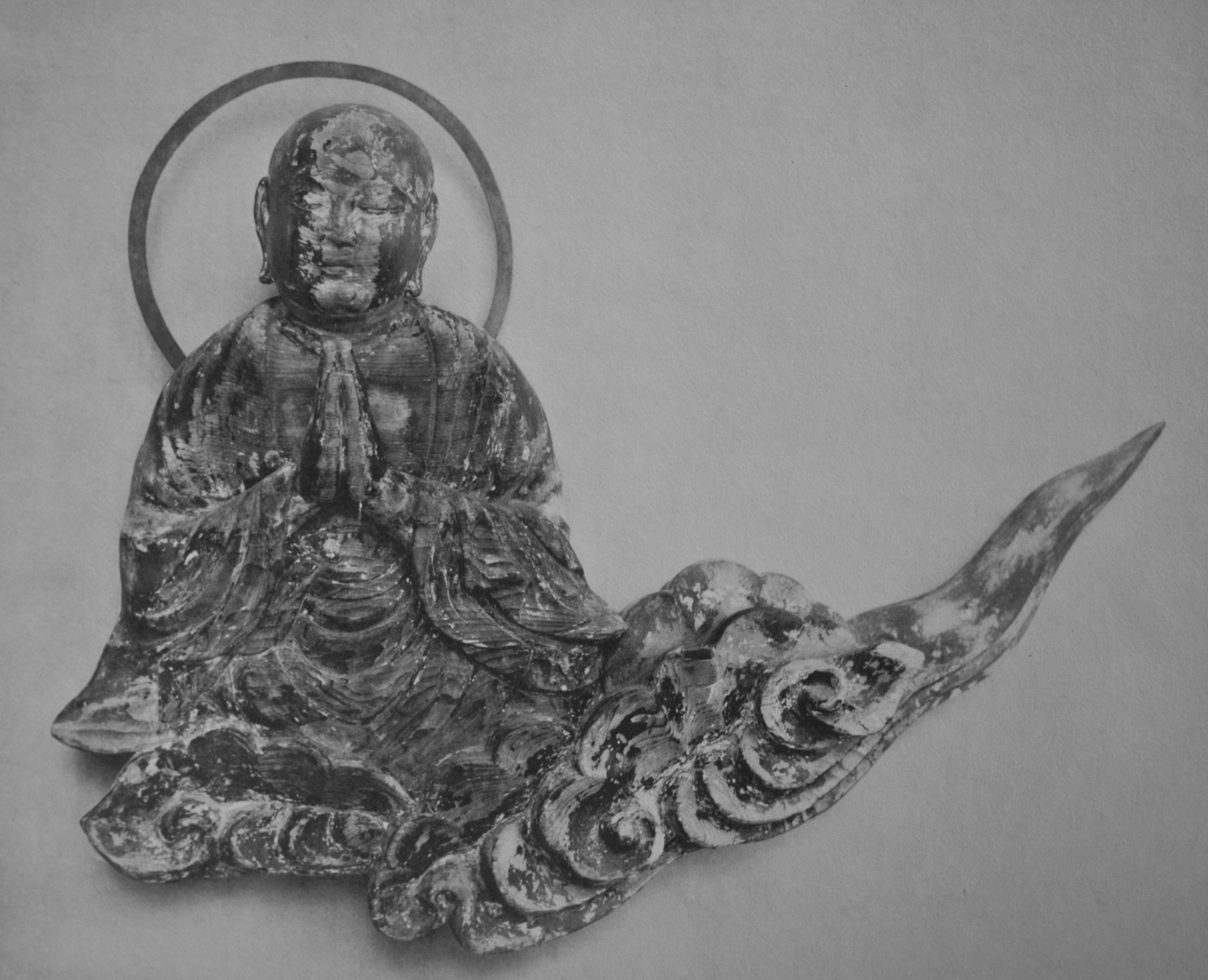
北5号
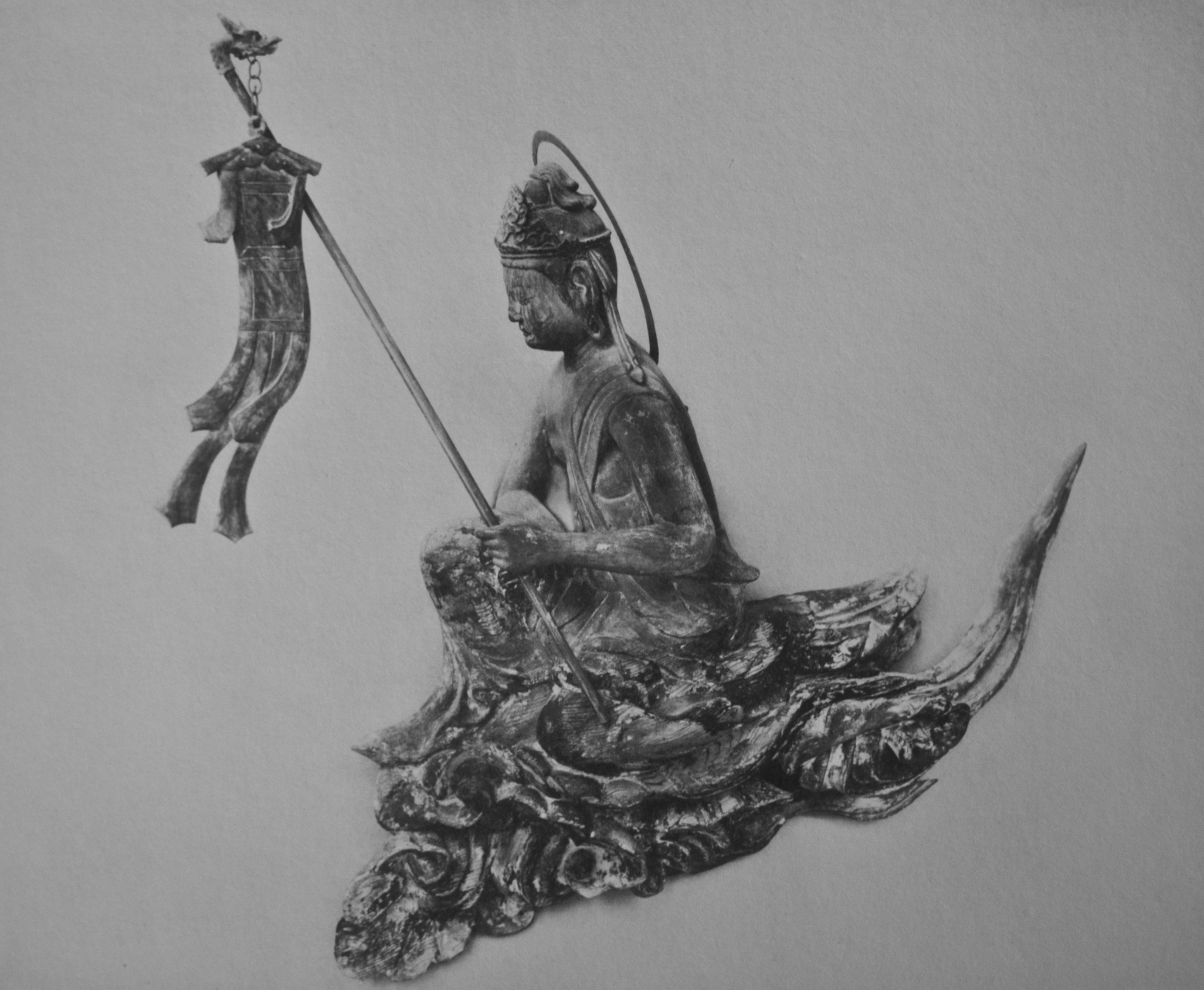
北6号
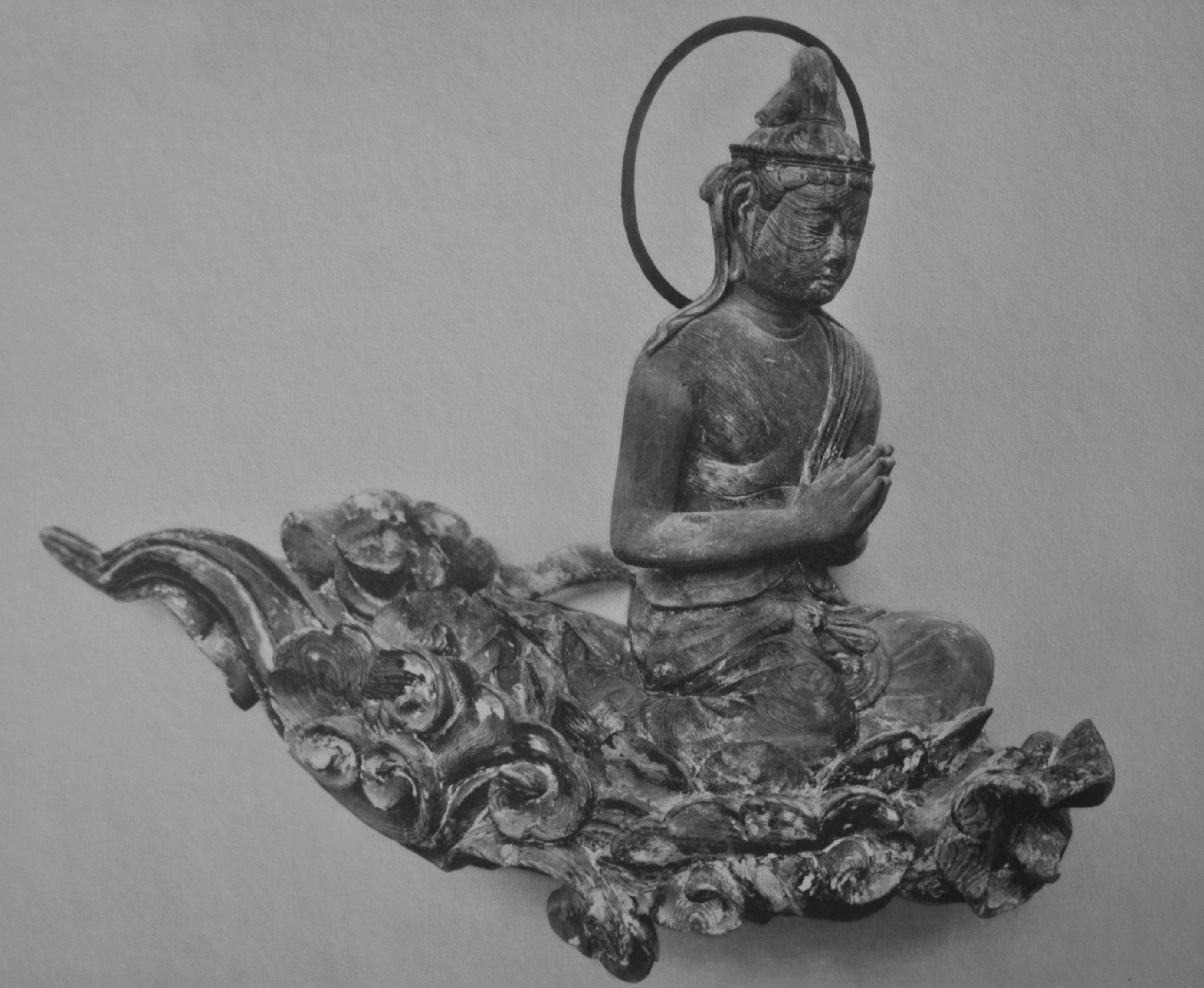
北7号
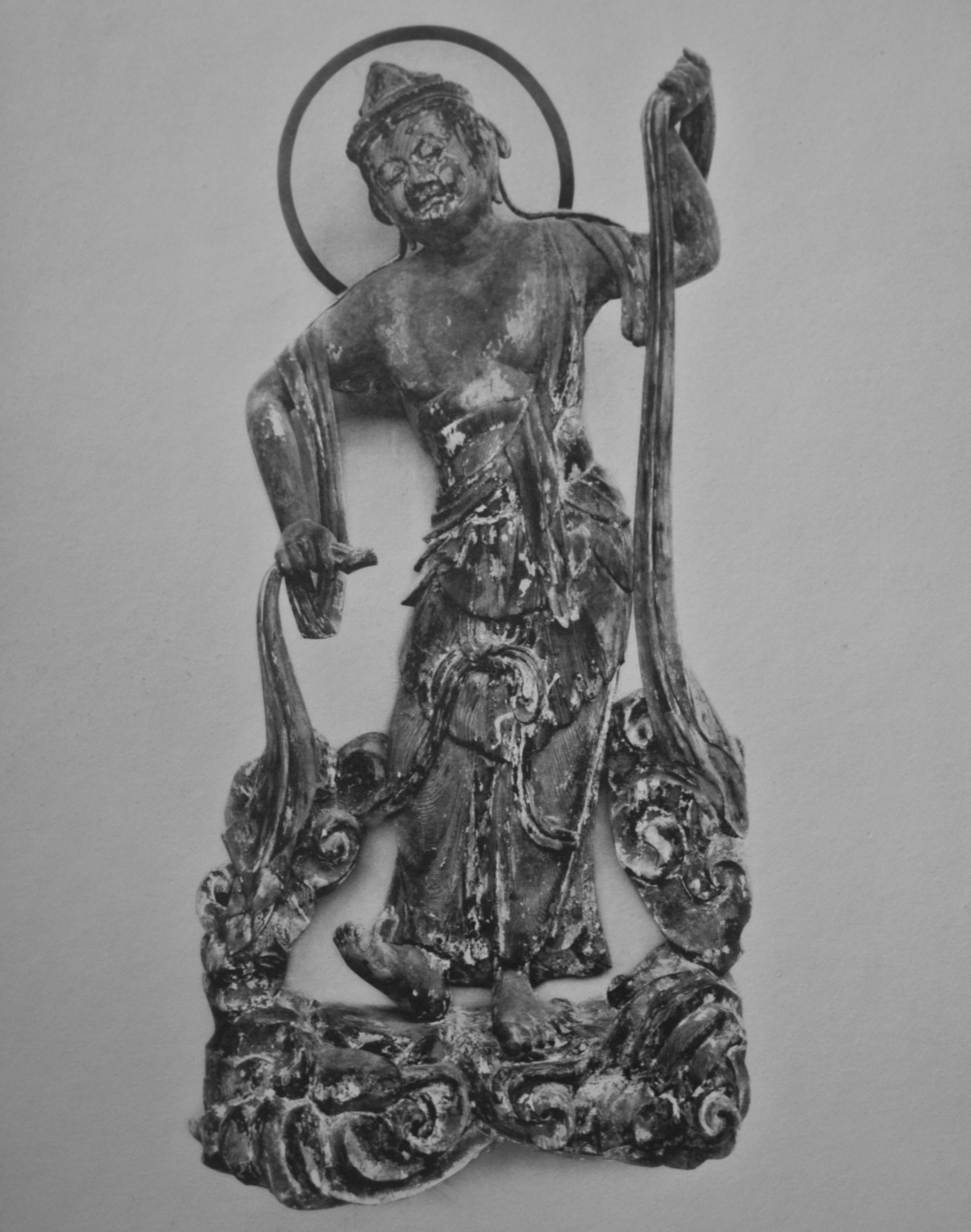
北9号
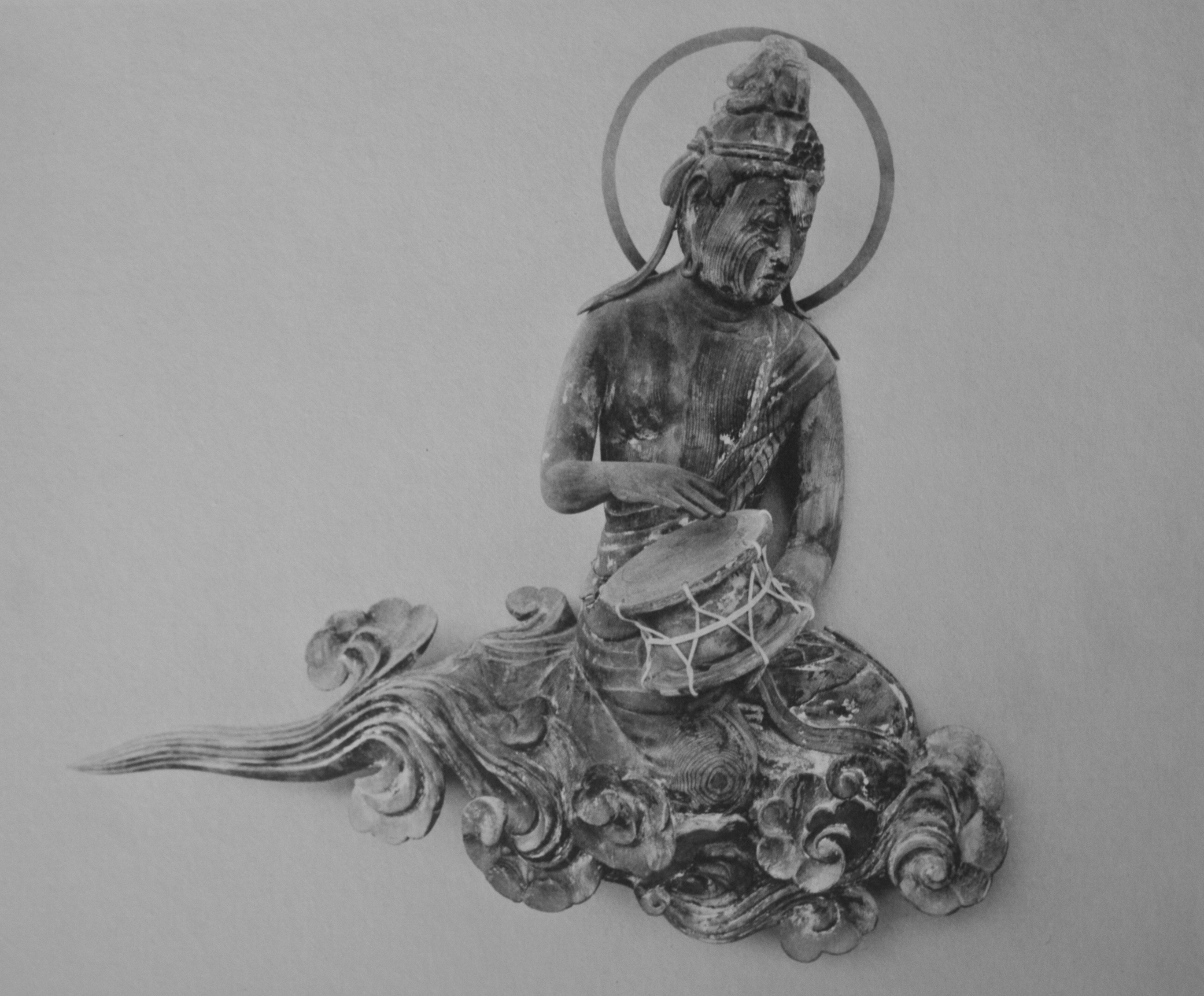
北11号
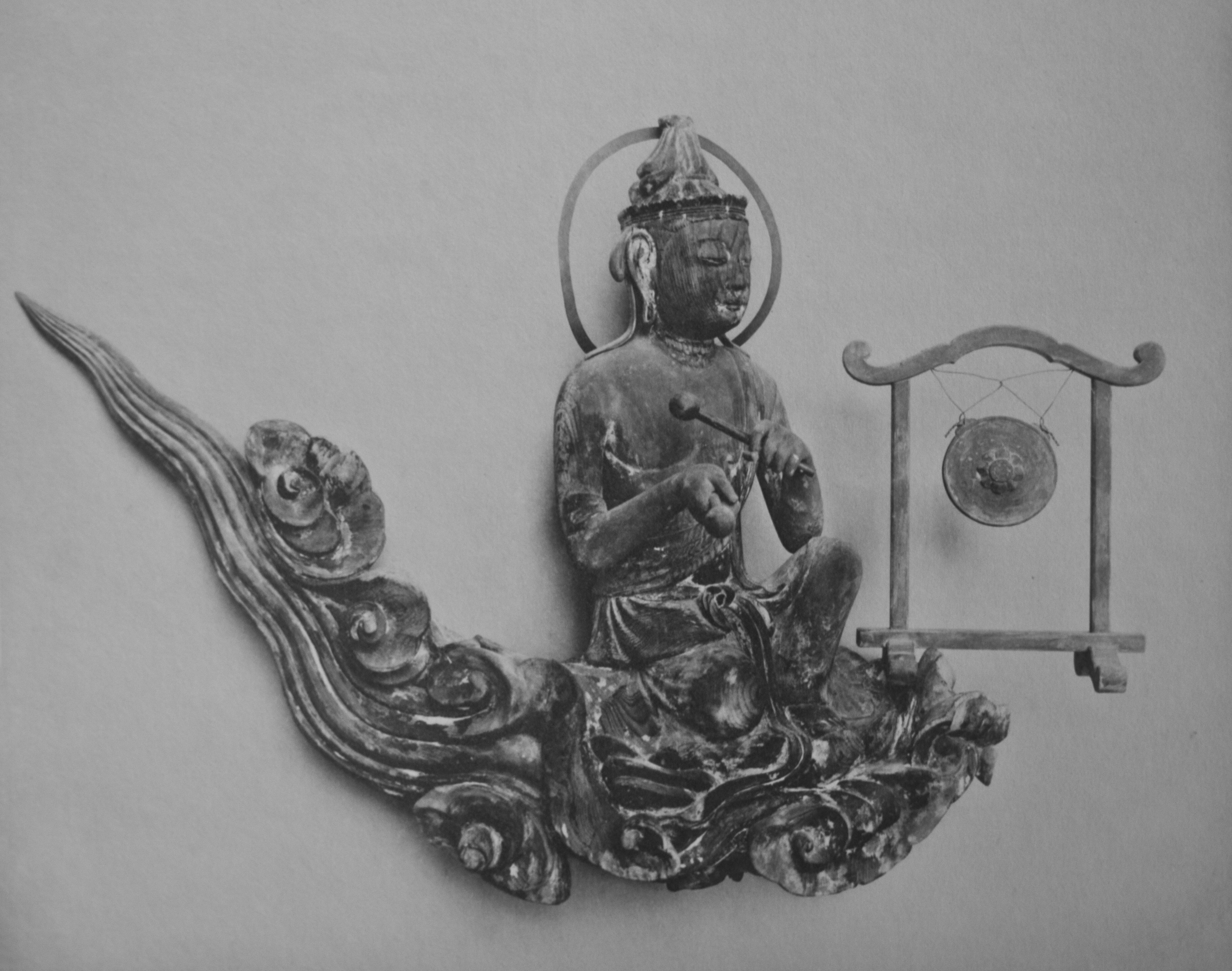
北12号
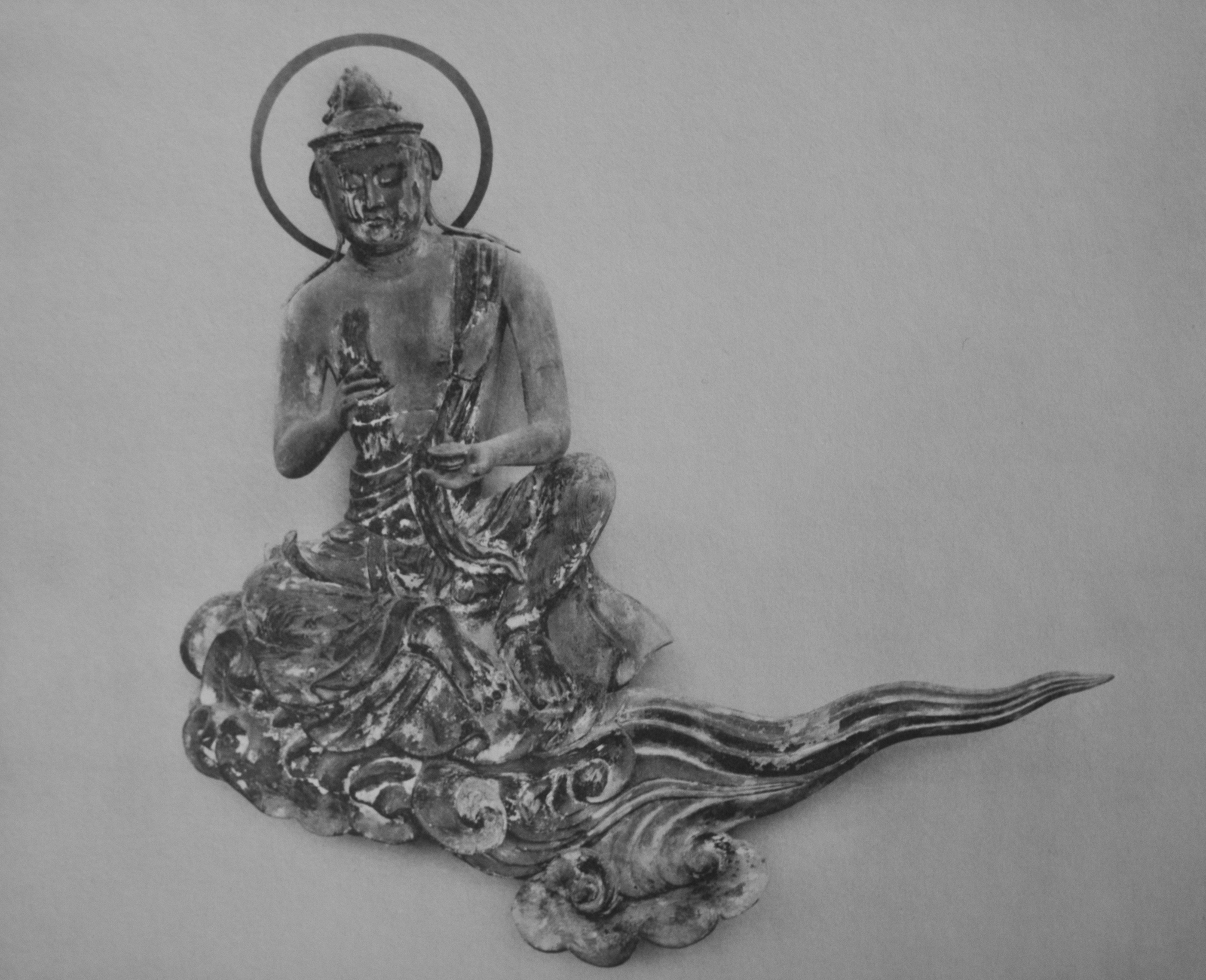
北13号
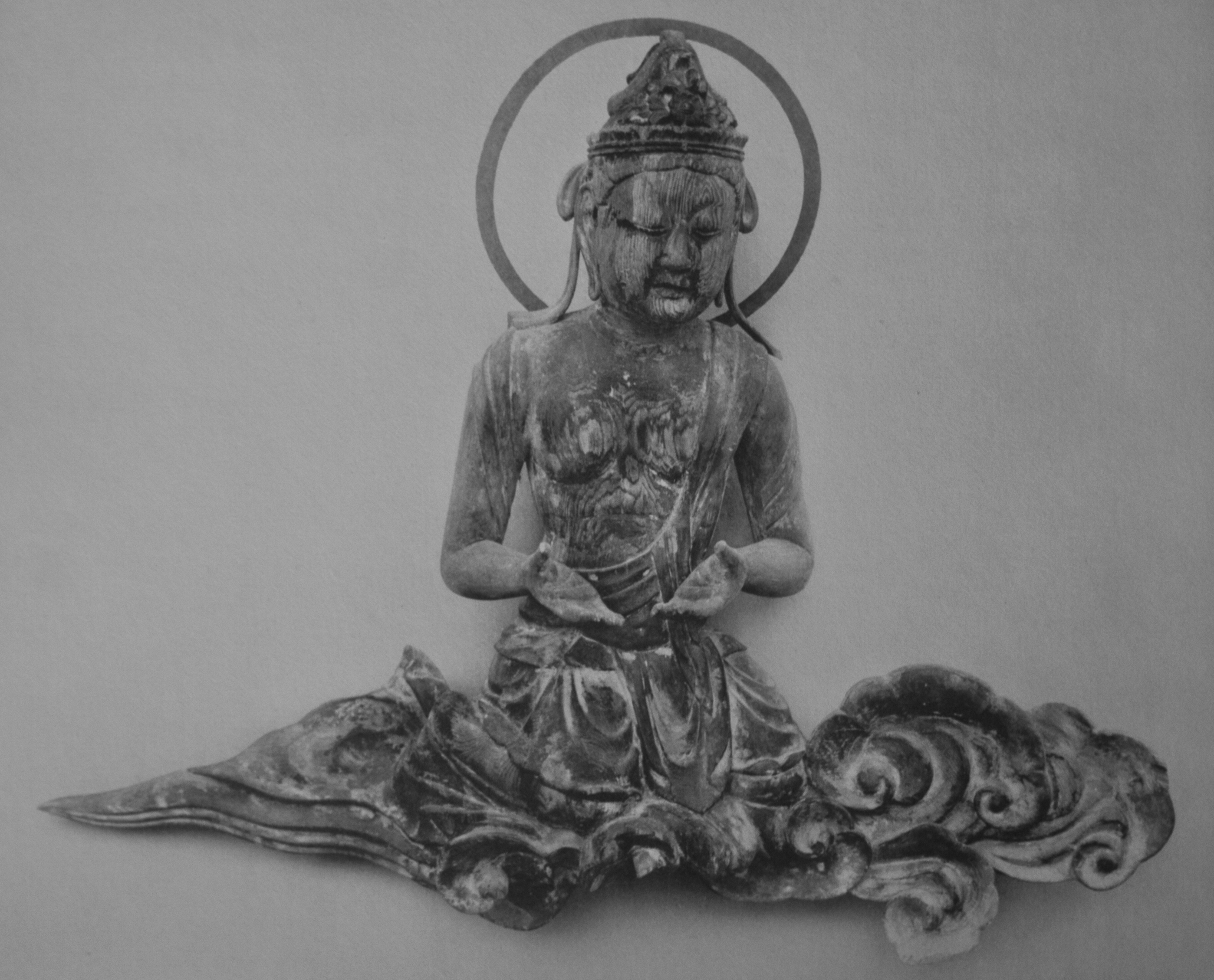
北14号
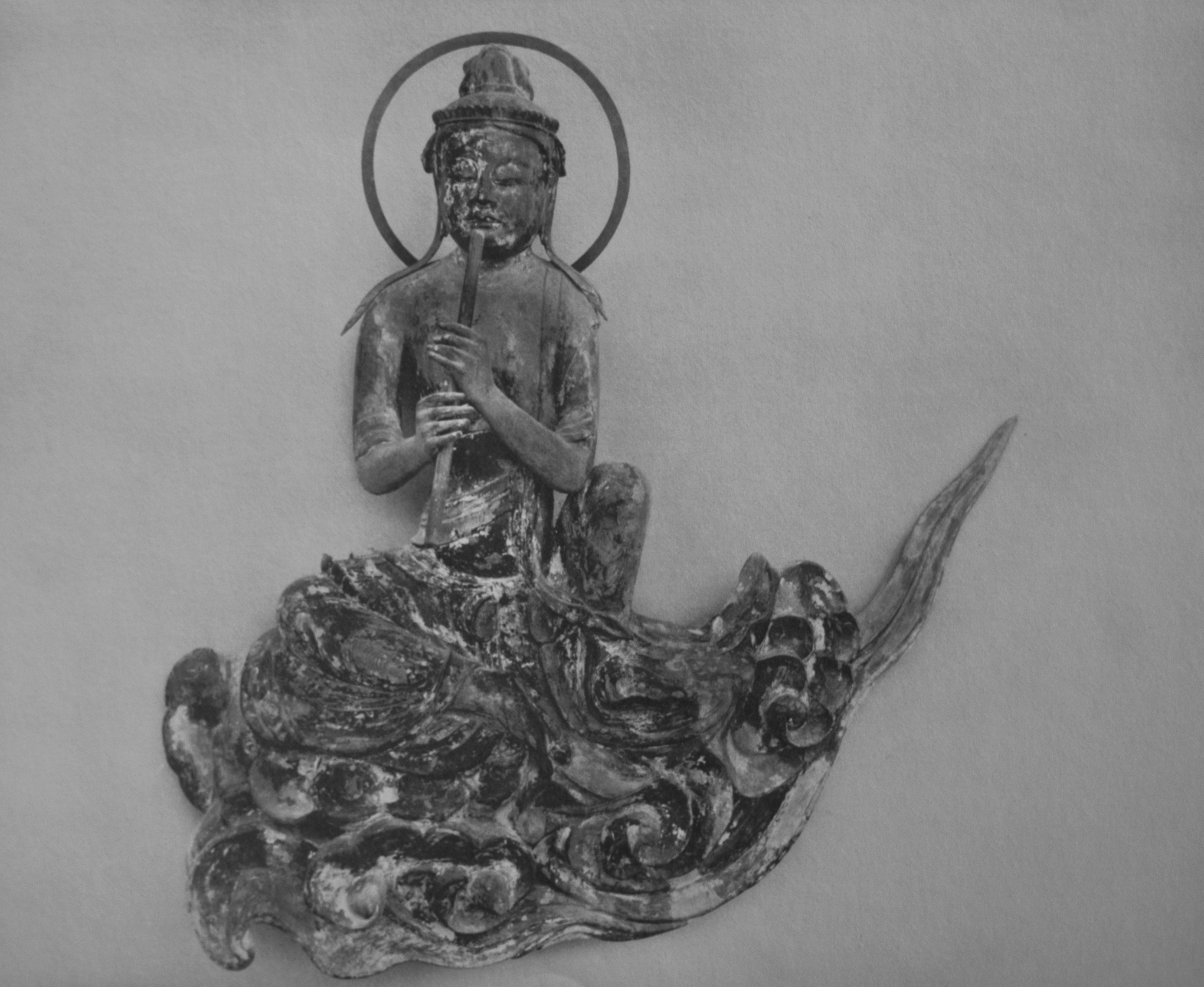
北15号
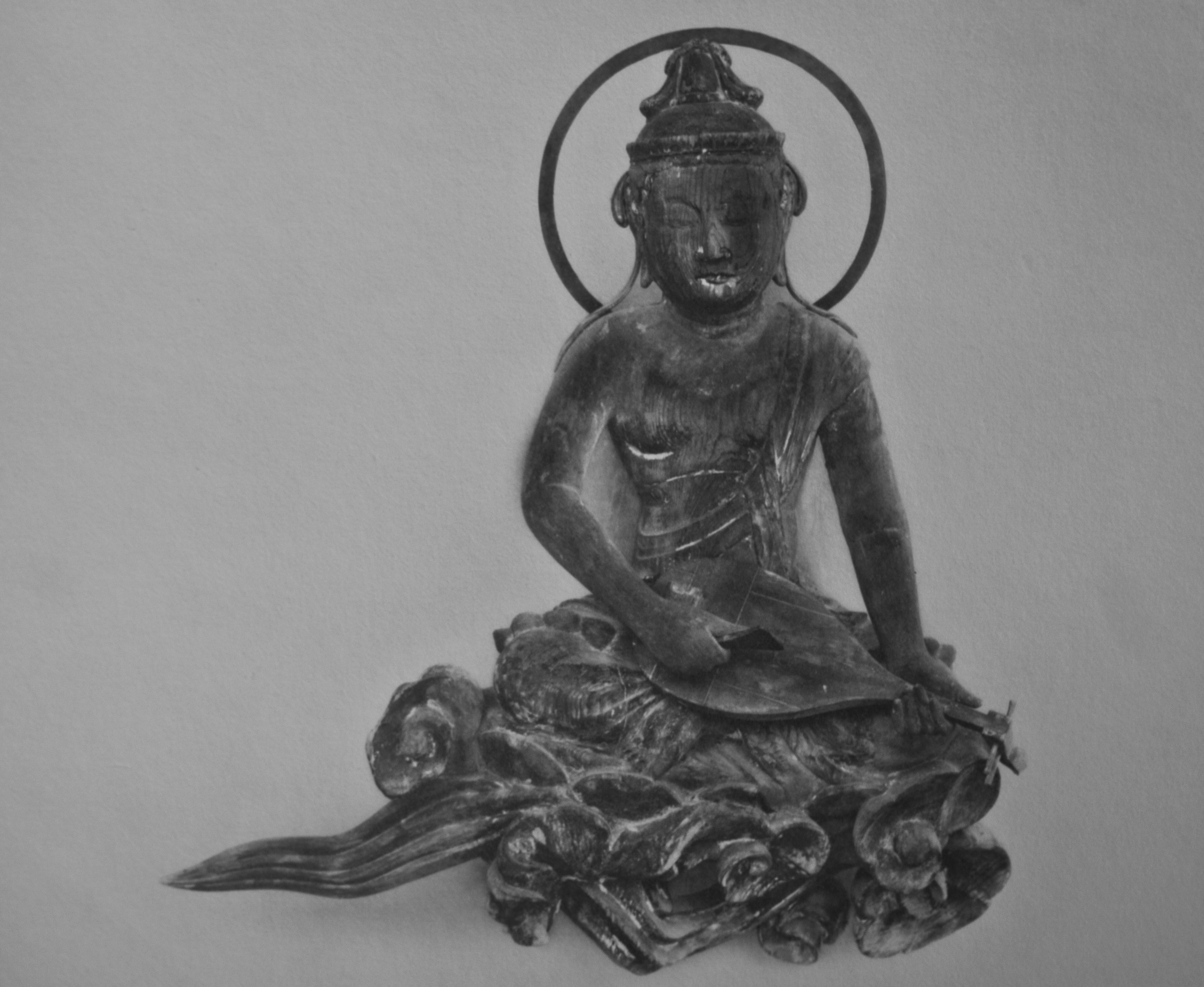
北16号
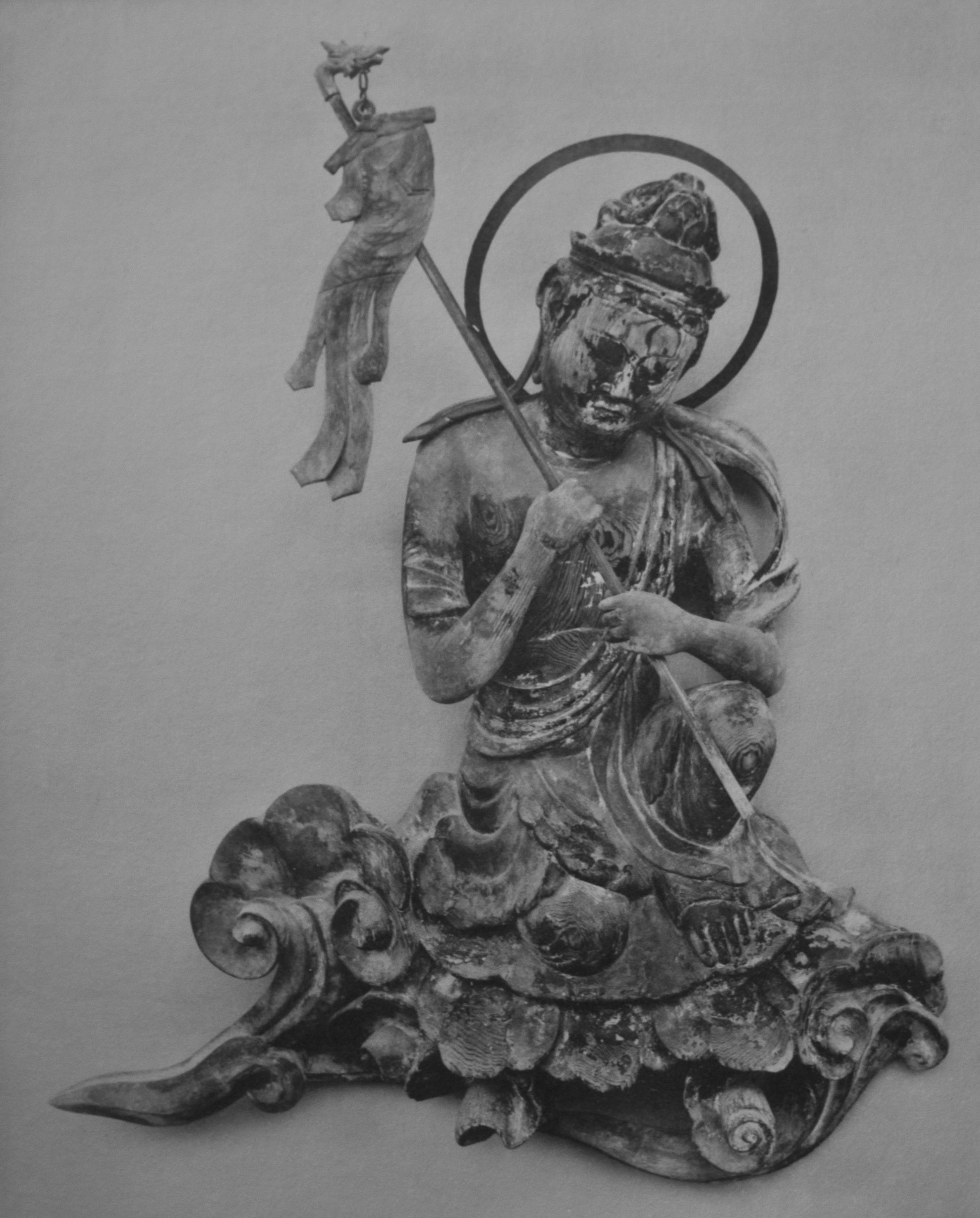
北17号

## 意匠・著作物
切手や通貨の意匠に平等院の文物が取り入れられている。
切手
- 1950年（昭和25年）11月1日発売 24円普通切手 鳳凰堂
- 1957年（昭和32年）3月19日発売 24円普通切手 銭位省略
- 1959年（昭和34年）4月1日発売 30円普通切手 24円の刷色違い
- 1971年（昭和46年）3月29日発売 150円普通切手 鳳凰像
- 1976年（昭和51年）1月25日発売 150円普通切手 刷色変更
- 1980年（昭和55年）11月25日発売 60円普通切手 梵鐘
- 1991年（平成3年）5月24日発売 41円 国土緑化運動 シダレザクラ・北山杉・鳳凰堂

硬貨
- 1953年（昭和28年）より発行 十円青銅貨表面 鳳凰堂 年銘は昭和26年より

日本銀行券
- 2004年（平成16年）11月1日より発行 E壱万円券裏面 鳳凰像。

|  |  |

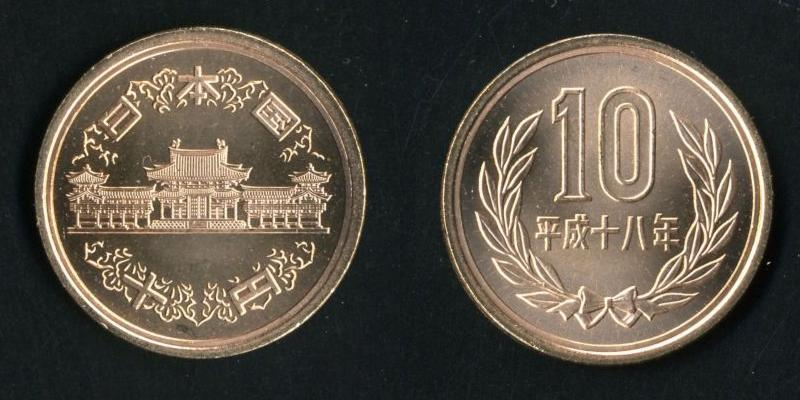
鳳凰堂 十円硬貨表面（左側）

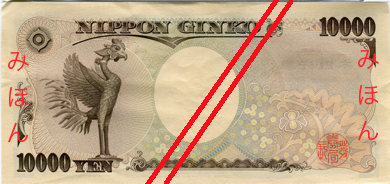
鳳凰像 壱万円紙幣裏面左側

なお、平等院では拝観契約で境内で撮影した写真等の無断での営利目的利用を禁じている。

## 前後の札所
神仏霊場巡拝の道
124 三室戸寺　-　125 平等院　-　126 醍醐寺

## 交通アクセス
- 宇治駅 (JR西日本) より東へ徒歩10分
- 宇治駅 (京阪) より徒歩10分